# Liste der Großsteingräber in der Region Hovedstaden
Die Liste der Großsteingräber in der Region Hovedstaden umfasst alle bekannten Großsteingräber auf dem Gebiet der dänischen Region Hovedstaden.

## Liste der Gräber
- Nr.: Nennt die zweiteilige Nummer (dänisch Sted- og lokalitetsnr.), unter der das Grab in der Datenbank Fund og Fortidsminder des Dänischen Kulturministeriums geführt wird. Ihr erster Teil besteht aus einer sechsstelligen Nummer, die auf der zwischen 1970 und 2007 gültigen Verwaltungsgliederung Dänemarks basiert. Dabei stehen die beiden ersten Ziffern für das Amt, die beiden mittleren für die Kommune und die beiden letzten für das Kirchspiel (dänisch Sogn). Als zweiter Teil folgt eine fortlaufende Fundplatznummer innerhalb des jeweiligen Kirchspiels.
- Grab: Nennt die Bezeichnung des Grabes sowie gebräuchliche Alternativbezeichnungen
- Ort: Nennt die Kommune, das Kirchspiel und die Ortschaft, in der sich das Grab befindet
- Insel: Nennt die Insel, auf der sich das Grab befindet
- Kammer: Unterscheidung verschiedener Grabkammertypen
  - Urdolmen: kleine quadratische oder rechteckige Grabkammer mit vier Wandsteien und einem Deckstein, mit oder ohne Zugang
  - Erweiterter Dolmen: rechteckige Grabkammer mit mindestens vier Wandsteinen an den Langseiten, zwei Decksteinen und Zugang an einer Schmalseite
  - Großdolmen: rechteckige Grabkammer mit mindestens sechs Wandsteinen an den Langseiten, drei Decksteinen und Zugang an einer Schmalseite
  - Polygonaldolmen: Grabkammer aus mindestens vier Wandsteinen, vieleckiger oder runder Grundriss, meist ein einzelner großer Deckstein, seitlicher Zugang
  - Ganggrab: rechteckige, trapezförmige oder konvexe Grabkammer mit mindestens drei Wandsteinpaaren an den Langseiten und Zugang an einer Langseite
- Hügel: Unterscheidung verschiedener Hügelformen. Im Wesentlichen wird zwischen Rund- und Langhügeln unterschieden.
  - rund/oval: Rundhügel mit annähernd gleichem Durchmesser in allen Richtungen werden als rund geführt, bei deutlichen Abweichungen in eine Richtung hingegen als oval.
  - rechteckig/trapezförmig/länglich: Langhügel, deren Langseiten parallel zueinander verlaufen, werden als rechteckig geführt. Langhügel, die sich zu einem Ende hin verjüngen, werden als trapezförmig geführt. Liegen zu wenige Informationen vor, um sicher zwischen rechteckig und trapezförmig zu unterscheiden, wird ein Hügel nur als länglich geführt.
  - keine: keine Hinweise auf eine Hügelschüttung vorhanden

| Nr.                          | Grab                                                                                 | Ort                                                              | Insel   | Kammer                        | Hügel                                  | Anmerkungen | Bild                          |
| ---------------------------- | ------------------------------------------------------------------------------------ | ---------------------------------------------------------------- | ------- | ----------------------------- | -------------------------------------- | --- | ----------------------------- |
| 010101-8                     | „Bjørnehøj“                                                                          | Gribskov Kommune, Annisse Sogn, Holmegård                        | Seeland | Ganggrab                      | rund                                   | Grabung 1888, zerstört vor 1942 |                               |
| 010101-11                    | Ganggrab Annisse 1                                                                   | Gribskov Kommune, Annisse Sogn, Rygård                           | Seeland | Ganggrab                      | rund                                   | |                               |
| 010101-13                    | Ganggrab Annisse 2                                                                   | Gribskov Kommune, Annisse Sogn, Rygård                           | Seeland | Ganggrab                      | rund                                   | |                               |
| 010102-21                    | „Digeshøi“                                                                           | Gribskov Kommune, Blistrup Sogn                                  | Seeland | unbekannt                     | rund                                   | bronzezeitliche Nachbestattung, Grabung 1828, fehlt in Ebbesens Liste                                                                                         |                               |
| 010102-22                    | Ganggrab Damhuset                                                                    | Gribskov Kommune, Blistrup Sogn, Damhuset                        | Seeland | Ganggrab                      | unbekannt                              | zerstört zwischen 1886 und 1937 |                               |
| 010102-24                    | „Ølshøj“/„Ullershøj“                                                                 | Gribskov Kommune, Blistrup Sogn                                  | Seeland | Ganggrab (Doppelganggrab)     | rund                                   | |                               |
| 010102-25                    | Ganggrab Ølhøigaard                                                                  | Gribskov Kommune, Blistrup Sogn, Ølhøigaard                      | Seeland | Ganggrab                      | unbekannt                              | zerstört um 1930 |                               |
| 010102-26                    | Großsteingrab Steendyssen 1                                                          | Gribskov Kommune, Blistrup Sogn                                  | Seeland | Dolmen                        | rechteckig                             | zerstört 1933 |                               |
| 010102-27                    | Großsteingrab Steendyssen 2                                                          | Gribskov Kommune, Blistrup Sogn                                  | Seeland | unbekannt                     | oval (rund?)                           | zerstört 1933 |                               |
| 010102-28                    | Großsteingrab Kirkevangen                                                            | Gribskov Kommune, Blistrup Sogn, Kirkevangen                     | Seeland | Dolmen (2×)                   | unbekannt                              | 1828 Funde geborgen, später zerstört |                               |
| 010102-29                    | Großsteingrab Præstegaardsjord 1                                                     | Gribskov Kommune, Blistrup Sogn, Præstegaardsjord                | Seeland | unbekannt                     | unbekannt                              | zerstört zwischen 1824 und 1886 |                               |
| 010102-30                    | Großsteingrab Præstegaardsjord 2                                                     | Gribskov Kommune, Blistrup Sogn, Præstegaardsjord                | Seeland | Ganggrab (2×)                 | unbekannt                              | zerstört vor 1886 |                               |
| 010102-70                    | Dolmen von Slagsagergaard                                                            | Gribskov Kommune, Blistrup Sogn, Slagsagergaard                  | Seeland | Dolmen                        | oval                                   | | Dolmen von Slagsagergaard     |
| 010102,a                     | Großsteingrab Smidstrup Mark                                                         | Gribskov Kommune, Blistrup Sogn, Smidstrup Mark                  | Seeland | Ganggrab                      | unbekannt                              | 1859 Funde geborgen, später zerstört |                               |
| 010102,b                     | Großsteingrab Unnerup Mølle                                                          | Gribskov Kommune, Vejby, Mønge By, Unnerup Mølle                 | Seeland | unbekannt                     | unbekannt                              | zerstört, Funde geborgen |                               |
| 010103-23                    | „Storedys“                                                                           | Gribskov Kommune, Esbønderup Sogn, Salstrup                      | Seeland | Dolmen                        | unbekannt                              | zerstört vor 1886 |                               |
| 010103-24                    | Ganggrab Søndergaard                                                                 | Gribskov Kommune, Esbønderup Sogn, Søndergaard                   | Seeland | Ganggrab                      | unbekannt                              | zerstört im 19. Jahrhundert |                               |
| 010103-34                    | Ganggrab Kagerup (Ganggrab Gribskov)                                                 | Gribskov Kommune, Mårum Sogn, Gribskov                           | Seeland | Ganggrab                      | unbekannt                              | |                               |
| 010105-4                     | Dolmen von Glarborg                                                                  | Gribskov Kommune, Græsted Sogn, Glarborg                         | Seeland | Dolmen                        | rund                                   | zerstört vor 1886 |                               |
| 010105-13                    | Großsteingrab Teglværket (Großsteingrab Stokkerup)                                   | Gribskov Kommune, Græsted Sogn, Stokkerup                        | Seeland | Dolmen (2×)                   | rechteckig                             | eisenzeitliche Nachbestattungen, zerstört im 19. und frühen 20. Jahrhundert                                                                                   |                               |
| 010105-15                    | Dolmen Fredbogård 1                                                                  | Gribskov Kommune, Græsted Sogn, Græsted                          | Seeland | Dolmen                        | rund                                   | zerstört 1870–72 |                               |
| 010105-16                    | Dolmen Fredbogård 2                                                                  | Gribskov Kommune, Græsted Sogn, Græsted                          | Seeland | Dolmen                        | unbekannt                              | zerstört vor 1886 |                               |
| 010105-20                    | Dolmen von Porsagergård                                                              | Gribskov Kommune, Græsted Sogn, Pårup                            | Seeland | Dolmen                        | unbekannt                              | zerstört vor 1886 |                               |
| 010106-9                     | Großsteingrab Slettegård                                                             | Gribskov Kommune, Helsinge Sogn, Slettegård                      | Seeland | unbekannt                     | unbekannt                              | Grabung 1857, danach zerstört |                               |
| 010106-15                    | Großsteingrab im Høbjerg Hegn                                                        | Gribskov Kommune, Helsinge Sogn, Høbjerg Hegn                    | Seeland | unbekannt (2×)                | trapezförmig (rechteckig?)             | |                               |
| 010106-16                    | Großsteingrab Myregård 1                                                             | Gribskov Kommune, Helsinge Sogn, Kæderup                         | Seeland | Dolmen                        | rechteckig                             | |                               |
| 010106-17                    | Großsteingrab Myregård 2                                                             | Gribskov Kommune, Helsinge Sogn, Høbjerg Hegn                    | Seeland | unbekannt                     | länglich                               | zerstört vor 1886 |                               |
| 010106-18                    | Großsteingrab Myregård 3                                                             | Gribskov Kommune, Helsinge Sogn, Høbjerg Hegn                    | Seeland | Dolmen                        | länglich                               | zerstört vor 1886 |                               |
| 010107-2                     | Großsteingrab Tinghus Plantage                                                       | Gribskov Kommune, Mårum Sogn, Tinghus Plantage                   | Seeland | Dolmen                        | rund                                   | |                               |
| 010107-4                     | Großsteingrab Gaarden 1                                                              | Gribskov Kommune, Mårum Sogn, Kagerup                            | Seeland | Dolmen (2×)                   | rechteckig                             | |                               |
| 010107-5                     | Großsteingrab Gaarden 2                                                              | Gribskov Kommune, Mårum Sogn, Kagerup                            | Seeland | Ganggrab                      | unbekannt                              | |                               |
| 010108-5                     | „Mor Gribs Hule“                                                                     | Hillerød Kommune, Nødebo Sogn, Gribskov                          | Seeland | Ganggrab                      | rund                                   | Grabung 1914, Restaurierung 1990 | Mor Gribs Hule                |
| 010108-6                     | Großsteingrab Sønder Gribskov                                                        | Hillerød Kommune, Nødebo Sogn, Nødebo                            | Seeland | Dolmen                        | unbekannt                              | | Großsteingrab Sønder Gribskov |
| 010108-7                     | Großsteingrab Gadevang-Huse („Gadesletten“)                                          | Hillerød Kommune, Nødebo Sogn, Gadevang                          | Seeland | Dolmen                        | oval                                   | fehlt in Ebbesens Liste |                               |
| 010108-73                    | Großsteingrab Nødebo 1                                                               | Hillerød Kommune, Nødebo Sogn, Nødebo                            | Seeland | Dolmen                        | rund                                   | fehlt in Ebbesens Liste |                               |
| 010108,a                     | Großsteingrab Nødebo 2                                                               | Hillerød Kommune, Nødebo Sogn, Nødebo                            | Seeland | unbekannt                     | unbekannt                              | zerstört, Funde geborgen |                               |
| 010109-1                     | Runddysse von Tågerup Mølle                                                          | Gribskov Kommune, Ramløse Sogn, Tågerup Mølle                    | Seeland | Dolmen                        | rund                                   | |                               |
| 010109-3                     | Großsteingrab Toftegård                                                              | Gribskov Kommune, Ramløse Sogn, Ågerup                           | Seeland | Dolmen (2×)                   | rechteckig                             | Grabung 1993, damals nur noch ein Stein erhalten, danach zerstört                                                                                             |                               |
| 010109-16                    | Großsteingrab Skjerød Baunebakke (Großsteingrab Skærød Baunehøj)                     | Gribskov Kommune, Ramløse Sogn, Skerød                           | Seeland | unbekannt                     | rund                                   | Teilgrabung 1985 und 1999 |                               |
| 010109-55                    | Großsteingrab Møllebjerggård                                                         | Gribskov Kommune, Ramløse Sogn, Paralsted                        | Seeland | Dolmen                        | rund                                   | zerstört vor 1886 |                               |
| 010110-46                    | Großsteingrab Bregnerød                                                              | Gribskov Kommune, Søborg Sogn, Bregnerød                         | Seeland | Polygonaldolmen, unbekannt    | rund                                   | zerstört nach 1884 |                               |
| 010110-53                    | Großsteingrab Stendyssegård                                                          | Gribskov Kommune, Søborg Sogn, Stendyssegård                     | Seeland | vermutlich Dolmen             | länglich                               | zerstört vor 1886 |                               |
| 010110-54                    | Großsteingrab Lundebakkegård                                                         | Gribskov Kommune, Søborg Sogn, Lundebakkegård                    | Seeland | unbekannt                     | rechteckig                             | zerstört um 1886 |                               |
| 010111-20                    | Großsteingrab Tisvilde Hegn 1 (Großsteingrab Lerbjergbakke)                          | Gribskov Kommune, Tibirke Sogn, Tisvilde Hegn                    | Seeland | vermutlich Dolmen             | rechteckig                             | |                               |
| 010111-37a                   | Großsteingrab Tisvilde Hegn 2                                                        | Gribskov Kommune, Tibirke Sogn, Tisvilde Hegn                    | Seeland | unbekannt                     | rechteckig                             | |                               |
| 010112-3                     | „Munkebrostene“ (Großsteingrab Kurrebrogård)                                         | Gribskov Kommune, Valby Sogn, Valby                              | Seeland | Polygonaldolmen, Urdolmen     | rechteckig                             | |                               |
| 010112-5                     | Langdysse Valby Hegn 1                                                               | Gribskov Kommune, Valby Sogn, Valby                              | Seeland | Dolmen (3×)                   | rechteckig                             | | Langdysse Valby Hegn 1        |
| 010112-6                     | Langdysse Valby Hegn 2                                                               | Gribskov Kommune, Valby Sogn, Valby                              | Seeland | Dolmen (4×)                   | rechteckig                             | | Langdysse Valby Hegn 2        |
| 010112-7                     | Langdysse Valby Hegn 3                                                               | Gribskov Kommune, Valby Sogn, Valby                              | Seeland | Dolmen (2×)                   | rechteckig                             | | Langdysse Valby Hegn 3        |
| 010112-8                     | Langdysse Valby Hegn 4                                                               | Gribskov Kommune, Valby Sogn, Valby                              | Seeland | Dolmen (2×)                   | rechteckig                             | | Langdysse Valby Hegn 4        |
| 010112-9                     | Langdysse Valby Hegn 5                                                               | Gribskov Kommune, Valby Sogn, Valby                              | Seeland | Ganggrab                      | rechteckig                             | | Langdysse Valby Hegn 5        |
| 010112-10                    | Langdysse Valby Hegn 6                                                               | Gribskov Kommune, Valby Sogn, Valby                              | Seeland | Dolmen (2×)                   | rechteckig                             | Der Hügel weist ein sekundär eingebautes Steinkistengrab auf                                                                                                  | Langdysse Valby Hegn 6        |
| 010112-16                    | Langdysse Valby Hegn 7                                                               | Gribskov Kommune, Valby Sogn, Valby                              | Seeland | unbekannt                     | rechteckig                             | nur noch Hügelschüttung und ein Umfassungsstein erhalten |                               |
| 010113-6–7                   | Großsteingrab Overdrevsstykket                                                       | Gribskov Kommune, Vejby Sogn, Vejby Strand                       | Seeland | vermutlich Dolmen (2×)        | rund                                   | Grabung 1838, zerstört vor 1886 |                               |
| 010113-15                    | Großsteingrab Unnerupgård                                                            | Gribskov Kommune, Vejby Sogn, Unnerupgård                        | Seeland | unbekannt                     | länglich                               | Grabung Mitte des 19. Jahrhunderts, zerstört vor 1886 |                               |
| 010113-16                    | Großsteingrab Fladhøjgård                                                            | Gribskov Kommune, Vejby Sogn, Fladhøjgård                        | Seeland | unbekannt                     | unbekannt                              | Funde geborgen, zerstört vor 1886 |                               |
| 010113-19                    | Großsteingrab Ådyssegård 1                                                           | Gribskov Kommune, Vejby Sogn, Ådyssegård                         | Seeland | Dolmen                        | unbekannt                              | zerstört vor 1886 |                               |
| 010113-20                    | Großsteingrab Ådyssegård 2                                                           | Gribskov Kommune, Vejby Sogn, Ådyssegård                         | Seeland | Ganggrab                      | unbekannt                              | zerstört in den 1920er Jahren |                               |
| 010113-34                    | Großsteingrab Munkhøigård                                                            | Gribskov Kommune, Vejby Sogn, Munkehøjgård                       | Seeland | unbekannt                     | unbekannt                              | 1861 Funde geborgen, zerstört vor 1886 |                               |
| 010113-36                    | „Isaaksdys“                                                                          | Gribskov Kommune, Vejby Sogn, Mynge, Annakrogsgård               | Seeland | unbekannt (2×)                | unbekannt                              | Grabung 1838, zerstört vor 1886 |                               |
| 010113-37                    | Großsteingrab Elagergård                                                             | Gribskov Kommune, Vejby Sogn, Mynge, Elagergård                  | Seeland | Urdolmen                      | länglich                               | zerstört um 1886 |                               |
| 010113-49                    | Großsteingrab Havegård                                                               | Gribskov Kommune, Vejby Sogn, Mønge Huse                         | Seeland | unbekannt                     |                                        | Reste 1986 entdeckt, Grabung 1989, durch endneolithische und bronzezeitliche Gräber überbaut                                                                  |                               |
| 010113,a                     |                                                                                      | Gribskov Kommune, Vejby Sogn, Unnerup Mølle                      | Seeland | unbekannt                     | unbekannt                              | |                               |
| 010201-7                     | Großsteingrab Neder-Dråby                                                            | Frederikssund Kommune, Draaby Sogn, Neder Dråby Marker           | Seeland | Ganggrab                      | rund                                   | zerstört zwischen 1873 und 1942, Nachgrabung 1978 |                               |
| 010201-15                    | Großsteingrab Kulhusgården                                                           | Frederikssund Kommune, Draaby Sogn, Kulhusgården                 | Seeland | unbekannt                     | unbekannt                              | zerstört nach 1873 |                               |
| 010201-23                    | Großsteingrab Hjortegårdene 1                                                        | Frederikssund Kommune, Draaby Sogn, Hjortegårdene                | Seeland | unbekannt                     | rechteckig                             | zerstört nach 1873 |                               |
| 010201-24                    | Großsteingrab Hjortegårdene 2                                                        | Frederikssund Kommune, Draaby Sogn, Hjortegårdene                | Seeland | Ganggrab (2×)                 | oval                                   | |                               |
| 010201-25                    | Großsteingrab Hjortegårdene 3                                                        | Frederikssund Kommune, Draaby Sogn, Hjortegårdene                | Seeland | unbekannt                     | rund                                   | zerstört nach 1873 |                               |
| 010201-26                    | Großsteingrab Hjortegårdene 4                                                        | Frederikssund Kommune, Draaby Sogn, Hjortegårdene                | Seeland | Großdolmen oder Ganggrab      | rund(?)                                | |                               |
| 010201-27                    | Ganggrab 3 von Hjortegårdene                                                         | Frederikssund Kommune, Draaby Sogn, Hjortegårdene                | Seeland | Ganggrab                      | rund                                   | Grabung 1881 |                               |
| 010201-28                    | Runddysse Hjortegårdene 1                                                            | Frederikssund Kommune, Draaby Sogn, Hjortegårdene                | Seeland | Polygonaldolmen               | unbekannt                              | |                               |
| 010201-29                    | Runddysse Hjortegårdene 2                                                            | Frederikssund Kommune, Draaby Sogn, Hjortegårdene                | Seeland | Urdolmen                      | rund                                   | Grabung 1882 |                               |
| 010201-31                    | Großsteingrab Skåningegårdene 1                                                      | Frederikssund Kommune, Draaby Sogn, Skåninggård                  | Seeland | Urdolmen                      | rund                                   | |                               |
| 010201-40                    | Großsteingrab Skåningegårdene 2                                                      | Frederikssund Kommune, Draaby Sogn, Skåninggårde                 | Seeland | Urdolmen                      | rund                                   | |                               |
| 010201-56                    | Großsteingrab Skåningegårdene 3                                                      | Frederikssund Kommune, Draaby Sogn, Skåninggårde                 | Seeland | Großdolmen                    | rechteckig                             | |                               |
| 010201-64                    | Mølledys                                                                             | Frederikssund Kommune, Draaby Sogn, Troldegårde                  | Seeland | Ganggrab (2×)                 | oval                                   | Grabung 1834, Restaurierung 2007 |                               |
| 010201-155                   | Ganggrab im Jægerspris Skove („Troldhøj“)                                            | Frederikssund Kommune, Draaby Sogn, Jægerspris Slotshegn         | Seeland | Ganggrab                      | rund                                   | Grabung 1744, Restaurierung 2000 und 2012 |                               |
| 010201-183                   | Großsteingrab Jægerspris skove                                                       | Frederikssund Kommune, Draaby Sogn, Jægerspris Nordskov          | Seeland | Polygonaldolmen               | unbekannt                              | |                               |
| 010201-195                   | Tranedys                                                                             | Frederikssund Kommune, Draaby Sogn, Jægerspris                   | Seeland | unbekannt                     | unbekannt                              | Funde geborgen; die Grabkammer wird teilweise als Dolmen bezeichnet, die Angaben zum Gang sprechen aber eher für ein Ganggrab                                 |                               |
| 010201-202                   | Langdysse im Jægerspris Skove                                                        | Frederikssund Kommune, Draaby Sogn, Jægerspris Nordskov          | Seeland | Polygonaldolmen               | rechteckig                             | |                               |
| 010201-216                   | „Monseshøj“ („Julianehøj“)                                                           | Frederikssund Kommune, Draaby Sogn, Jægerspris                   | Seeland | Ganggrab                      | rund                                   | Grabung 1776, 1834 und 1942, Restaurierung 1983 | Monseshøj                     |
| 010201-246                   | Großsteingrab Christiansminde                                                        | Frederikssund Kommune, Draaby Sogn, Christiansminde              | Seeland | unbekannt                     | rund                                   | zerstört nach 1873, bronzezeitliche Nachbestattungen |                               |
| 010201-381                   | Dolmen von Løjerthus                                                                 | Frederikssund Kommune, Draaby Sogn, Løjerthus                    | Seeland | Dolmen                        |                                        | fehlt in Ebbesens Liste |                               |
| 010201,a                     |                                                                                      | Frederikssund Kommune, Draaby Sogn, Jægerspris Nordskov          | Seeland |                               |                                        | |                               |
| 010202-2                     | „Dansedys“                                                                           | Frederikssund Kommune, Ferslev Sogn                              | Seeland | unbekannt                     | länglich                               | zerstört um 1840 |                               |
| 010202-8                     | Großsteingrab Tingdyssegård                                                          | Frederikssund Kommune, Ferslev Sogn, Ferslev                     | Seeland | unbekannt                     | rechteckig                             | |                               |
| 010202-9                     | Großsteingrab Ferslev Marker 1                                                       | Frederikssund Kommune, Ferslev Sogn, Ferslev                     | Seeland | unbekannt                     | unbekannt                              | zerstört um 1843, fehlt in Ebbesens Liste |                               |
| 010202-18                    | Großsteingrab Ferslev Marker 2                                                       | Frederikssund Kommune, Ferslev Sogn, Ferslev                     | Seeland | unbekannt                     | rund                                   | zerstört nach 1873 |                               |
| 010202-35                    | Großsteingrab Vejleby Marker 1 (Vejleby Marker Runddysse)                            | Frederikssund Kommune, Ferslev Sogn, Vejleby Mark                | Seeland | Dolmen                        | rund                                   | |                               |
| 010202-38                    | Großsteingrab Vejleby Marker 2                                                       | Frederikssund Kommune, Ferslev Sogn, Vejleby Mark                | Seeland | unbekannt                     | rechteckig                             | zerstört nach 1873 |                               |
| 010202-42                    | „Nørresødys“                                                                         | Frederikssund Kommune, Ferslev Sogn, Vejleby                     | Seeland | Großdolmen                    | rechteckig                             | 1809 unter Schutz gestellt, um 1866 zerstört |                               |
| 010202-46                    | Skjoldenæsdysse 1                                                                    | Frederikssund Kommune, Ferslev Sogn, Vejleby Mark                | Seeland | Urdolmen                      | rechteckig                             | 1809 unter Schutz gestellt, zerstört nach 1873 |                               |
| 010202-51                    | Großsteingrab Vejleby Marker 3                                                       | Frederikssund Kommune, Ferslev Sogn, Vejleby Mark                | Seeland | Dolmen (2×)                   | länglich                               | zerstört vor 1873 |                               |
| 010202-58                    | „Sandager Dys“                                                                       | Frederikssund Kommune, Ferslev Sogn                              | Seeland | Polygonaldolmen               | rund                                   | 1809 unter Schutz gestellt |                               |
| 010202-72                    | Großsteingrab Vejleby Marker 4                                                       | Frederikssund Kommune, Ferslev Sogn, Vejleby Mark                | Seeland | unbekannt                     | rechteckig                             | zerstört nach 1873 |                               |
| 010202-73                    | Großsteingrab Vejleby Marker 5 (Vejleby Marker Langdysse)                            | Frederikssund Kommune, Ferslev Sogn, Vejleby Mark                | Seeland | unbekannt                     | rechteckig                             | 1809 unter Schutz gestellt |                               |
| 010202-74                    | Großsteingrab Vejleby Marker 6                                                       | Frederikssund Kommune, Ferslev Sogn, Vejleby Mark                | Seeland | Polygonaldolmen               | rund                                   | zerstört nach 1873 |                               |
| 010202-84                    | Großsteingrab Vejleby Marker 7                                                       | Frederikssund Kommune, Ferslev Sogn, Vejleby Mark                | Seeland | unbekannt                     | rechteckig                             | |                               |
| 010202-101                   | Großsteingrab Klingerbakke                                                           | Frederikssund Kommune, Ferslev Sogn, Vejleby Mark                | Seeland | Ganggrab                      | rund                                   | |                               |
| 010202-111                   | Skjoldenæsdysse 2                                                                    | Frederikssund Kommune, Ferslev Sogn, Vejleby Mark                | Seeland | unbekannt                     | rechteckig                             | 1809 unter Schutz gestellt, zerstört nach 1873 |                               |
| 010202-112                   | Skjoldenæsdysse 3                                                                    | Frederikssund Kommune, Ferslev Sogn, Vejleby Mark                | Seeland | unbekannt                     | oval                                   | 1809 unter Schutz gestellt, zerstört vor 1873, fehlt in Ebbesens Liste                                                                                        |                               |
| 010202-114                   | Großsteingrab Venslev Marker 1                                                       | Frederikssund Kommune, Ferslev Sogn, Venslev Mark                | Seeland | Urdolmen                      | unbekannt                              | zerstört um 1853 |                               |
| 010202-119                   | Trehøjsdysse                                                                         | Frederikssund Kommune, Ferslev Sogn, Venslev                     | Seeland | Urdolmen                      | rund                                   | |                               |
| 010202-125                   | Großsteingrab Gårdagermose                                                           | Frederikssund Kommune, Ferslev Sogn, Venslev Mark                | Seeland | Urdolmen                      | unbekannt                              | |                               |
| 010202-126                   | Großsteingrab Venslev Marker 2                                                       | Frederikssund Kommune, Ferslev Sogn, Venslev Mark                | Seeland | Polygonaldolmen               | unbekannt                              | |                               |
| 010202-127                   | Großsteingrab Venslev Marker 3                                                       | Frederikssund Kommune, Ferslev Sogn, Venslev Mark                | Seeland | Polygonaldolmen               | unbekannt                              | |                               |
| 010202-128                   | „Ladager Dys“                                                                        | Frederikssund Kommune, Ferslev Sogn, Venslev                     | Seeland | Urdolmen                      | rechteckig                             | |                               |
| 010202-129                   | Großsteingrab Venslev Marker 4                                                       | Frederikssund Kommune, Ferslev Sogn, Venslev Mark                | Seeland | unbekannt                     | unbekannt                              | zerstört vor 1873 |                               |
| 010202-137                   | Großsteingrab Venslev Marker 5                                                       | Frederikssund Kommune, Ferslev Sogn, Venslev Mark                | Seeland | Urdolmen                      | rechteckig                             | |                               |
| 010202-147                   | Großsteingrab Venslev Marker 6                                                       | Frederikssund Kommune, Ferslev Sogn, Venslev Mark                | Seeland | Urdolmen                      | rund                                   | |                               |
| 010202-155                   | Großsteingrab Fagerhøjgård                                                           | Frederikssund Kommune, Ferslev Sogn, Venslev Mark                | Seeland | unbekannt                     | rechteckig                             | |                               |
| 010202-162                   | Großsteingrab Venslev Huse                                                           | Frederikssund Kommune, Ferslev Sogn, Venslev Mark                | Seeland | unbekannt                     | rechteckig                             | Grabkammer vor 1873 abgetragen und Steine im Boden versenkt                                                                                                   |                               |
| 010202-168                   | „Maredys“                                                                            | Frederikssund Kommune, Ferslev Sogn, Venslev Mark                | Seeland | Ganggrab                      | rund                                   | |                               |
| 010202-169                   | „Orkenspends Dys“                                                                    | Frederikssund Kommune, Ferslev Sogn, Venslev Mark                | Seeland | unbekannt                     | rund                                   | |                               |
| 010202-170                   | Großsteingrab Venslev Marker 7                                                       | Frederikssund Kommune, Ferslev Sogn, Venslev Mark                | Seeland | Ganggrab                      | rund                                   | |                               |
| 010202-172                   | Großsteingrab Venslev Marker 8                                                       | Frederikssund Kommune, Ferslev Sogn, Venslev Mark                | Seeland | Ganggrab                      | rund                                   | |                               |
| 010202-173                   | Großsteingrab Venslev Marker 9                                                       | Frederikssund Kommune, Ferslev Sogn, Venslev Mark                | Seeland | Urdolmen                      | unbekannt                              | zerstört nach 1873 |                               |
| 010202-174                   | Großsteingrab Venslev Marker 10                                                      | Frederikssund Kommune, Ferslev Sogn, Venslev Mark                | Seeland | Dolmen                        | rund                                   | zerstört um 1863 |                               |
| 010202-176                   | „Vestre Magsdys“                                                                     | Frederikssund Kommune, Ferslev Sogn, Venslev Mark                | Seeland | unbekannt                     | rechteckig                             | zerstört nach 1873 |                               |
| 010202-177                   | „Østre Magsdys“                                                                      | Frederikssund Kommune, Ferslev Sogn, Venslev Mark                | Seeland | Ganggrab                      | rund                                   | 1810 unter Schutz gestellt |                               |
| 010202-181                   | Großsteingrab Venslev Marker 11                                                      | Frederikssund Kommune, Ferslev Sogn, Venslev Mark                | Seeland | unbekannt                     | rechteckig                             | |                               |
| 010202-183                   | Hovedstensdys                                                                        | Frederikssund Kommune, Ferslev Sogn, Venslev Mark                | Seeland | unbekannt                     | unbekannt                              | 1809 unter Schutz gestellt, zerstört zwischen 1851 und 1853                                                                                                   |                               |
| 010202-203                   | Großsteingrab Venslev Marker 12                                                      | Frederikssund Kommune, Ferslev Sogn, Venslev                     | Seeland | Urdolmen                      | unbekannt                              | |                               |
| 010202-223                   | Großsteingrab Venslev Marker 13                                                      | Frederikssund Kommune, Ferslev Sogn, Venslev                     | Seeland | Urdolmen                      | rechteckig                             | |                               |
| 010202-269                   | Großsteingrab Blakke Mølle                                                           | Frederikssund Kommune, Ferslev Sogn, Blakke Mølle                | Seeland | unbekannt                     | rechteckig                             | Reste 1986 entdeckt, Grabung 1988 |                               |
| 010203-62                    | Großsteingrab Landerslev Marker 1                                                    | Frederikssund Kommune, Gerlev Sogn, Landerslev Mark              | Seeland | Urdolmen                      | unbekannt                              | 1914 Funde geborgen |                               |
| 010203-67                    | Großsteingrab Landerslev Marker 2 (Großsteingrab Landerslev Strand, Orebjerg Dyssen) | Frederikssund Kommune, Gerlev Sogn, Landerslev                   | Seeland | Urdolmen                      | rechteckig                             | 1855 unter Schutz gestellt, Restaurierung 1942 | Großsteingrab Landerslev Mark |
| 010203-85                    | „Møllehøj“                                                                           | Frederikssund Kommune, Gerlev Sogn, Gerlev by                    | Seeland | Polygonaldolmen               | rund                                   | |                               |
| 010203-98                    | Großsteingrab Stendyssegård                                                          | Frederikssund Kommune, Gerlev Sogn, Tørslev                      | Seeland | Ganggrab (2×)                 | rund                                   | |                               |
| 010203-118                   | Großsteingrab Egelund                                                                | Frederikssund Kommune, Gerlev Sogn, Egelund                      | Seeland | unbekannt                     | rechteckig                             | Reste 1983 entdeckt |                               |
| 010203-147 (ehem. 010208-10) | Großsteingrab Onsved Marker 7                                                        | Frederikssund Kommune, Gerlev Sogn, Onsved Mark                  | Seeland | Polygonaldolmen               | rund                                   | auf der Grenze zwischen Skuldelev Sogn und Gerlev Sogn, ursprünglich unter Skuldelev Sogn geführt, Nummer später korrigiert                                   |                               |
| 010204-6                     | „Drysagerdys“                                                                        | Frederikssund Kommune, Krogstrup Sogn, Dalby                     | Seeland | Ganggrab (Doppelganggrab)     | rechteckig                             | |                               |
| 010204-26                    | „Klangdys“                                                                           | Frederikssund Kommune, Krogstrup Sogn, Ordrup                    | Seeland | Ganggrab                      | rund                                   | vor 1873 Funde geborgen |                               |
| 010204-32                    | „Kong Dyves Sten“                                                                    | Frederikssund Kommune, Krogstrup Sogn, Ordrup                    | Seeland | Urdolmen                      | unbekannt                              | unwissenschaftliche Grabung um 1855 |                               |
| 010204-42                    | Großsteingrab Onsved Marker 1                                                        | Frederikssund Kommune, Krogstrup Sogn, Onsved                    | Seeland | vermutlich erweiterter Dolmen | unbekannt                              | zerstört 1872, Funde geborgen |                               |
| 010204-43                    | Großsteingrab Bredagergård                                                           | Frederikssund Kommune, Krogstrup Sogn, Onsved Mark               | Seeland | Ganggrab                      | rund                                   | |                               |
| 010205-12                    | „Tranebjærg Dys“                                                                     | Frederikssund Kommune, Kyndby Sogn, Kyndby                       | Seeland | Polygonaldolmen, unbekannt    | rechteckig                             | |                               |
| 010205-23                    | Großsteingrab Kyndby Marker 1                                                        | Frederikssund Kommune, Kyndby Sogn, Kyndby Mark                  | Seeland | unbekannt                     | rund                                   | |                               |
| 010205-24                    | „Skedys“                                                                             | Frederikssund Kommune, Kyndby Sogn, Kyndby                       | Seeland | Dolmen                        | rechteckig                             | |                               |
| 010205-31                    | Großsteingrab Kyndby Marker 2                                                        | Frederikssund Kommune, Kyndby Sogn, Kyndby                       | Seeland | Dolmen                        | rechteckig                             | 1810 unter Schutz gestellt |                               |
| 010205-32                    | Großsteingrab Kyndby Marker 3                                                        | Frederikssund Kommune, Kyndby Sogn, Kyndby Mark                  | Seeland | Ganggrab                      | unbekannt                              | zerstört nach 1873 |                               |
| 010205-92                    | Großsteingrab Kyndby                                                                 | Frederikssund Kommune, Kyndby Sogn, Kyndby                       | Seeland | Urdolmen                      | rund                                   | |                               |
| 010206-1                     | Großsteingrab Sønderby Marker 1                                                      | Frederikssund Kommune, Selsø Sogn, Sønderby Mark                 | Seeland | Ganggrab (2×)                 | rund                                   | |                               |
| 010206-3                     | „Hyldagerdys“                                                                        | Frederikssund Kommune, Selsø Sogn, Sønderby                      | Seeland | unbekannt                     | unbekannt                              | zerstört vor 1853, fehlt in Ebbesens Liste |                               |
| 010206-4                     | „Brunagersdys“                                                                       | Frederikssund Kommune, Selsø Sogn, Sønderby Mark                 | Seeland | Urdolmen (2×)                 | rechteckig                             | zerstört 1871 |                               |
| 010206-12                    | Großsteingrab Sønderby Marker 2                                                      | Frederikssund Kommune, Selsø Sogn, Sønderby Mark                 | Seeland | Polygonaldolmen               | rund                                   | |                               |
| 010206-14                    | Elmehøj                                                                              | Frederikssund Kommune, Selsø Sogn, Sønderby Mark                 | Seeland | Ganggrab                      | rechteckig                             | |                               |
| 010206-15                    | Großsteingrab Sønderby Marker 3                                                      | Frederikssund Kommune, Selsø Sogn, Sønderby Mark                 | Seeland | Dolmen (2×)                   | länglich                               | zerstört um 1848 |                               |
| 010207-1                     | „Skjoldes Dysse“                                                                     | Frederikssund Kommune, Skibby Sogn, Skibby Mark                  | Seeland | Ganggrab                      | rund                                   | |                               |
| 010207-6                     | „Hyldehøj“                                                                           | Frederikssund Kommune, Skibby Sogn, Skibby Mark                  | Seeland | Ganggrab                      | unbekannt                              | zerstört 1868 |                               |
| 010207-9                     | Großsteingrab Skibby Marker 1                                                        | Frederikssund Kommune, Skibby Sogn, Skibby Mark                  | Seeland | unbekannt                     | unbekannt                              | zerstört 1868 |                               |
| 010207-19                    | Großsteingrab Skibby Marker 2                                                        | Frederikssund Kommune, Skibby Sogn, Skibby Mark                  | Seeland | unbekannt                     | unbekannt                              | zerstört vor 1873 |                               |
| 010208-3                     | Großsteingrab Onsved Marker 2                                                        | Frederikssund Kommune, Skuldelev Sogn, Onsved Mark               | Seeland | Urdolmen                      | unbekannt                              | zerstört 1844, fehlt in Ebbesens Liste |                               |
| 010208-4                     | Großsteingrab Onsved Marker 3                                                        | Frederikssund Kommune, Skuldelev Sogn, Onsved Mark               | Seeland | Urdolmen (3×)                 | rechteckig                             | |                               |
| 010208-5                     | Großsteingrab Onsved Marker 4                                                        | Frederikssund Kommune, Skuldelev Sogn, Onsved Mark               | Seeland | unbekannt                     | unbekannt                              | zerstört vor 1873 |                               |
| 010208-6                     | Großsteingrab Onsved Marker 5                                                        | Frederikssund Kommune, Skuldelev Sogn, Onsved Mark               | Seeland | Dolmen                        | rechteckig                             | zerstört vor 1873, Nachgrabung 1986 |                               |
| 010208-7                     | Großsteingrab Onsved Marker 6                                                        | Frederikssund Kommune, Skuldelev Sogn, Onsved Mark               | Seeland | unbekannt                     | unbekannt                              | zerstört vor 1873, fehlt in Ebbesens Liste |                               |
| 010208-13                    | Großsteingrab Skuldelev Marker 1                                                     | Frederikssund Kommune, Skuldelev Sogn, Skuldelev Mark            | Seeland | unbekannt                     | unbekannt                              | zerstört um 1853, fehlt in Ebbesens Liste |                               |
| 010208-24                    | Großsteingrab Hovagergård                                                            | Frederikssund Kommune, Skuldelev Sogn                            | Seeland | unbekannt                     | unbekannt                              | zerstört vor 1873, fehlt in Ebbesens Liste |                               |
| 010208-25                    | Großsteingrab Skuldelev Marker 2                                                     | Frederikssund Kommune, Skuldelev Sogn, Skuldelev Mark            | Seeland | unbekannt                     | rund                                   | zerstört 1841, fehlt in Ebbesens Liste |                               |
| 010208-26                    | Großsteingrab Skuldelev Marker 3                                                     | Frederikssund Kommune, Skuldelev Sogn, Skuldelev Mark            | Seeland | Urdolmen                      | unbekannt                              | zerstört um 1833, fehlt in Ebbesens Liste |                               |
| 010208-29                    | Großsteingrab Skuldelev Marker 4                                                     | Frederikssund Kommune, Skuldelev Sogn, Skuldelev Mark            | Seeland | Urdolmen                      | unbekannt                              | zerstört vor 1873 |                               |
| 010208-32                    | Großsteingrab Skuldelev Marker 5                                                     | Frederikssund Kommune, Skuldelev Sogn, Skuldelev Mark            | Seeland | unbekannt                     | länglich                               | zerstört um 1833, fehlt in Ebbesens Liste |                               |
| 010209-19                    | Ganggrab von Vellerup                                                                | Frederikssund Kommune, Vellerup Sogn, Vellerup Mark              | Seeland | Ganggrab                      |                                        | |                               |
| 010301-2                     | „Rokkestenen“                                                                        | Hillerød Kommune, Frederiksborg Slotssogn, Trollesminde Mark     | Seeland |                               |                                        | | Rokkestenen                   |
| 010303-2                     | Großsteingrab Græse 1                                                                | Frederikssund Kommune, Græse Sogn, Græse                         | Seeland | Urdolmen                      | länglich                               | zerstört um 1890 |                               |
| 010303-4                     | Großsteingrab Græse 2                                                                | Frederikssund Kommune, Græse Sogn, Græse                         | Seeland | unbekannt                     | länglich                               | zerstört um 1890 |                               |
| 010303-5                     | Großsteingrab Græse 3                                                                | Frederikssund Kommune, Græse Sogn, Græse                         | Seeland | Urdolmen                      | rechteckig                             | zerstört 1923 |                               |
| 010303-6                     | Ganggrab Græse 2                                                                     | Frederikssund Kommune, Græse Sogn, Græse                         | Seeland | Ganggrab                      | rund                                   | Grabung 1924 |                               |
| 010303-11                    | Danshøi                                                                              | Frederikssund Kommune, Græse Sogn, Græse                         | Seeland | Urdolmen                      | länglich                               | in der Bronzezeit zu einem Rundhügel erweitert, drei bronzezeitliche Nachbestattungen, Grabung 1899, fehlt in Ebbesens Liste                                  |                               |
| 010303-22                    | Ganggrab Græse 1                                                                     | Frederikssund Kommune, Græse Sogn, Græse                         | Seeland | Ganggrab (Doppelganggrab)     | rund                                   | Grabung 1942–43 |                               |
| 010303-23                    | Großsteingrab Græse 4                                                                | Frederikssund Kommune, Græse Sogn, Græse                         | Seeland | Dolmen                        | länglich                               | zerstört vor 1890 |                               |
| 010303-25                    | Großsteingrab Græse 5                                                                | Frederikssund Kommune, Græse Sogn, Rygård                        | Seeland | Urdolmen (2×)                 | rechteckig                             | in der Bronzezeit zu einem Rundhügel erweitert, Grabung 1899                                                                                                  |                               |
| 010304-1                     | Großsteingrab Borupgård 1                                                            | Hillerød Kommune, Gørløse Sogn, Borup                            | Seeland | Ganggrab (2×)                 | rund                                   | |                               |
| 010304-2                     | Großsteingrab Borupgård 2                                                            | Hillerød Kommune, Gørløse Sogn, Borup                            | Seeland | unbekannt                     | länglich                               | zerstört vor 1890 |                               |
| 010304-3                     | Großsteingrab Lundegård 1                                                            | Hillerød Kommune, Gørløse Sogn, Borup                            | Seeland | unbekannt                     | länglich                               | zerstört vor 1890 |                               |
| 010304-4                     | Großsteingrab Lundegård 2                                                            | Hillerød Kommune, Gørløse Sogn, Borup                            | Seeland | unbekannt, Polygonaldolmen    | rechteckig                             | zerstört nach 1890 |                               |
| 010304-9                     | Tvedehøi                                                                             | Hillerød Kommune, Gørløse Sogn, Borup, Højtvedgård               | Seeland | Ganggrab                      | unbekannt                              | |                               |
| 010304-11                    | Großsteingrab Bakkegård                                                              | Hillerød Kommune, Gørløse Sogn, Gørløse, Bakkegård               | Seeland | Urdolmen                      | länglich                               | zerstört nach 1890 |                               |
| 010304-44                    | Großsteingrab Borupgård 3                                                            | Hillerød Kommune, Gørløse Sogn, Borup                            | Seeland | unbekannt                     | unbekannt                              | zerstört nach 1786, fehlt in Ebbesens Liste |                               |
| 010306-2                     | Großsteingrab Jørlunde Overdrev (Großsteingrab Hjørlunde Overdrev)                   | Frederikssund Kommune, Jørlunde Sogn, Jørlunde Overdrev, Bure Sø | Seeland | Urdolmen (3×)                 | rechteckig                             | Grabungen 1912 und 1957 |                               |
| 010306-3                     | Großsteingrab Jørlunde (Großsteingrab Hjørlunde)                                     | Frederikssund Kommune, Jørlunde Sogn, Jørlunde                   | Seeland | unbekannt                     | trapezförmig                           | zerstört 1925/26 |                               |
| 010306-9                     | Großsteingrab Brogård                                                                | Egedal Kommune, Jørlunde Sogn, Brogård                           | Seeland | unbekannt                     | unbekannt                              | zerstört vor 1890, fehlt in Ebbesens Liste |                               |
| 010306-16                    | Großsteingrab Gård Dildal                                                            | Egedal Kommune, Jørlunde Sogn, Dildal                            | Seeland | unbekannt                     | unbekannt                              | zerstört vor 1890 |                               |
| 010306-23                    | Großsteingrab Damgård                                                                | Egedal Kommune, Jørlunde Sogn, Sperrestrup, Damgård              | Seeland | Urdolmen, Dolmen              | rechteckig                             | westliche Grabkammer vor 1890 zerstört |                               |
| 010306-51                    | Großsteingrab Skenkelsø (Großsteingrab Skjenkelsø)                                   | Egedal Kommune, Jørlunde Sogn, Skenkelsø                         | Seeland | Urdolmen                      | rund                                   | 1854 Funde geborgen, zerstört vor 1890, bei Ebbesen unter Skendelsø geführt                                                                                   |                               |
| 010306-61                    | Großsteingrab Sundbylille 1                                                          | Frederikssund Kommune, Jørlunde Sogn, Sundbylille                | Seeland | unbekannt                     | rechteckig                             | zerstört nach 1890 |                               |
| 010306-63                    | Großsteingrab Sundbylille 2                                                          | Frederikssund Kommune, Jørlunde Sogn, Sundbylille                | Seeland | unbekannt                     | rechteckig                             | Steine vor 1942 entfernt, Hügelschüttung nach 1947 zerstört                                                                                                   |                               |
| 010307-1                     | Großsteingrab Damgård                                                                | Allerød Kommune, Lillerød Sogn, Børstingerød, Damgårde           | Seeland | unbekannt                     | rechteckig                             | |                               |
| 010307-2                     | Großsteingrab Nørre Herlev                                                           | Hillerød Kommune, Lillerød Sogn, Børstingerød                    | Seeland | Urdolmen                      | rund                                   | Restaurierung 1938, Sondagegrabung 1995, fehlt in Ebbesens Liste                                                                                              |                               |
| 010307-4                     | Großsteingrab Toftehavegård 1                                                        | Allerød Kommune, Lillerød Sogn, Lillerød, Toftehavegård          | Seeland | Urdolmen (2×)                 | rechteckig                             | Grabung 1890 |                               |
| 010307-5                     | Großsteingrab Toftehavegård 2                                                        | Allerød Kommune, Lillerød Sogn, Lillerød, Toftehavegård          | Seeland | Urdolmen                      | rund                                   | zerstört vor 1890 |                               |
| 010307-6                     | Großsteingrab Toftehavegård 3                                                        | Allerød Kommune, Lillerød Sogn, Lillerød, Toftehavegård          | Seeland | unbekannt (2×)                | rechteckig                             | Steine vor 1890 entfernt, Hügelschüttung nach 1890 zerstört                                                                                                   |                               |
| 010307-7                     | Großsteingrab Femvej 1 (Großsteingrab Kirkehavegård)                                 | Allerød Kommune, Lillerød Sogn, Lillerød                         | Seeland | Urdolmen                      | länglich                               | Sondagegrabung 1999 |                               |
| 010308-1                     | Großsteingrab Gård Flintholm                                                         | Allerød Kommune, Lynge Sogn, Kollerød, Flintholm                 | Seeland | unbekannt                     | länglich                               | zerstört vor 1890 |                               |
| 010308-3                     | Großsteingrab Gård Lundebakke                                                        | Allerød Kommune, Lynge Sogn, Kollerød, Lundebakke                | Seeland | Dolmen                        | länglich                               | zerstört vor 1890 |                               |
| 010308-17                    | Großsteingrab Solevadgård                                                            | Allerød Kommune, Lynge Sogn, Lynge                               | Seeland | Dolmen                        | rund                                   | |                               |
| 010308-18                    | Großsteingrab Maglebjerggård                                                         | Allerød Kommune, Lynge Sogn, Lynge                               | Seeland | Urdolmen                      | unbekannt                              | |                               |
| 010308-27                    | Großsteingrab Fuglerupgård                                                           | Allerød Kommune, Lynge Sogn, Lynge                               | Seeland | Dolmen                        | rechteckig                             | |                               |
| 010308-31                    | „Enhøi“                                                                              | Allerød Kommune, Lynge Sogn, Lynge                               | Seeland | Urdolmen, unbekannt           | rechteckig                             | |                               |
| 010309-9                     | Großsteingrab Tjørnehøigård                                                          | Hillerød Kommune, Nørre Herlev Sogn, Hammersholt, Tjørnehøigård  | Seeland | Dolmen (2×)                   | länglich                               | zerstört vor 1890 |                               |
| 010309-10                    | Großsteingrab Lerbjerggård                                                           | Hillerød Kommune, Nørre Herlev Sogn, Hammersholt                 | Seeland | Urdolmen                      | länglich                               | Hügelschüttung vor 1890 zerstört, unwissenschaftliche Grabung 1890, danach komplett abgetragen                                                                |                               |
| 010309-18                    | Großsteingrab Freerslev Hegn 1                                                       | Hillerød Kommune, Nørre Herlev Sogn, Freerslev Hegn              | Seeland | Dolmen                        | rechteckig                             | Restaurierung 1938 |                               |
| 010309-19                    | Großsteingrab Freerslev Hegn 2                                                       | Hillerød Kommune, Nørre Herlev Sogn, Freerslev Hegn              | Seeland | unbekannt                     | rechteckig                             | fehlt in Ebbesens Liste |                               |
| 010310-4                     | Großsteingrab Spangegård 1                                                           | Frederikssund Kommune, Oppe Sundby Sogn, Spangegård              | Seeland | Großdolmen, unbekannt         | rechteckig                             | zerstört 1942 |                               |
| 010310-5                     | Großsteingrab Spangegård 2                                                           | Frederikssund Kommune, Oppe Sundby Sogn, Spangegård              | Seeland | unbekannt, Urdolmen           | rund (1. Phase), rechteckig (2. Phase) | zerstört 1942 |                               |
| 010311-3                     | Runddysse von Sigerslevvester                                                        | Frederikssund Kommune, Sigerslevvester Sogn, Sigerslevvester     | Seeland | Urdolmen                      | rund                                   | Grabung 1890 |                               |
| 010312-1                     | Großsteingrab Hanstedgårds Udlod 1                                                   | Frederikssund Kommune, Slangerup Sogn, Hørup, Hanstedgårds Udlod | Seeland | Dolmen                        | rechteckig                             | Grabung 1890, zerstört nach 1890 |                               |
| 010312-2                     | Großsteingrab Hanstedgårds Udlod 1                                                   | Frederikssund Kommune, Slangerup Sogn, Hørup, Hanstedgårds Udlod | Seeland | Urdolmen (2×)                 | rechteckig                             | Grabung 1890, zerstört nach 1890 |                               |
| 010312-6                     | Großsteingrab Hørup 1                                                                | Frederikssund Kommune, Slangerup Sogn, Hørup                     | Seeland | Urdolmen                      | rund                                   | |                               |
| 010312-7                     | Großsteingrab Hørup 2                                                                | Frederikssund Kommune, Slangerup Sogn, Hørup                     | Seeland | unbekannt                     | länglich                               | zerstört nach 1890 |                               |
| 010312-8                     | „Krogstendysse“                                                                      | Frederikssund Kommune, Slangerup Sogn, Hørup                     | Seeland | Urdolmen, unbekannt           | rechteckig                             | |                               |
| 010312-26                    | „Jættehøj“                                                                           | Frederikssund Kommune, Slangerup Sogn, Slangerup                 | Seeland | Ganggrab (2×)                 | rund                                   | |                               |
| 010312-29                    | Großsteingrab Høiagergård                                                            | Frederikssund Kommune, Slangerup Sogn, Slangerup, Høiagergård    | Seeland | Ganggrab                      | unbekannt                              | zerstört nach 1890 |                               |
| 010313-5                     | Großsteingrab Uggeløse Skov Afd.137                                                  | Allerød Kommune, Uggeløse Sogn, Uggeløse Skov                    | Seeland | Dolmen                        | rund                                   | fehlt in Ebbesens Liste |                               |
| 010313-12                    | Großsteingrab Krogenlund Afd.71                                                      | Allerød Kommune, Uggeløse Sogn, Uggeløse, Langsø                 | Seeland | Urdolmen                      | keine                                  | Restaurierung zwischen 1890 und 1935 |                               |
| 010313-13                    | Großsteingrab Afbyggerstedet                                                         | Allerød Kommune, Uggeløse Sogn, Badstrup                         | Seeland | Dolmen                        | länglich                               | zerstört vor 1890 |                               |
| 010313-15                    | Großsteingrab Baunegård                                                              | Allerød Kommune, Uggeløse Sogn, Badstrup                         | Seeland | Dolmen                        | rund                                   | zerstört vor 1890 |                               |
| 010313-17                    | Großsteingrab Blåkærgård 1                                                           | Allerød Kommune, Uggeløse Sogn, Blåkærgård                       | Seeland | Urdolmen (2×)                 | rechteckig                             | um 1870 Funde geborgen |                               |
| 010313-18                    | Großsteingrab Blåkærgård 2                                                           | Allerød Kommune, Uggeløse Sogn, Blåkærgård                       | Seeland | Urdolmen (2×)                 | rechteckig                             | zerstört nach 1890 |                               |
| 010313-19                    | Großsteingrab Blåkærgård 3                                                           | Allerød Kommune, Uggeløse Sogn, Badstrup                         | Seeland | Ganggrab                      | unbekannt                              | Grabung 1786, zerstört vor 1890 |                               |
| 010313-24                    | Großsteingrab Kildegård                                                              | Allerød Kommune, Uggeløse Sogn, Vassingerød                      | Seeland | Dolmen oder Ganggrab          | trapezförmig                           | Funde geborgen |                               |
| 010313-25                    | Großsteingrab Oldhuse                                                                | Allerød Kommune, Uggeløse Sogn, Oldhuse                          | Seeland | unbekannt (6×)                | rechteckig                             | |                               |
| 010313-30                    | Großsteingrab Huset                                                                  | Allerød Kommune, Uggeløse Sogn, Høveltsvang                      | Seeland | unbekannt (2×)                | länglich(?)                            | zerstört vor 1874 |                               |
| 010313-31                    | Großsteingrab Uggeløse Skov 1                                                        | Allerød Kommune, Uggeløse Sogn, Uggeløse Skov                    | Seeland | Dolmen                        | rechteckig                             | |                               |
| 010313-33                    | Großsteingrab Uggeløse Skov 2                                                        | Allerød Kommune, Uggeløse Sogn, Uggeløse Skov                    | Seeland | Urdolmen, unbekannt           | rechteckig                             | |                               |
| 010313-36                    | Großsteingrab Uggeløse Skov Afd.152                                                  | Allerød Kommune, Uggeløse Sogn, Uggeløse Skov                    | Seeland | unbekannt                     | rund                                   | |                               |
| 010313-37                    | Großsteingrab Krogenlund 1                                                           | Allerød Kommune, Uggeløse Sogn, Uggeløse Skov                    | Seeland | Ganggrab                      | rund                                   | |                               |
| 010313-38                    | Großsteingrab Krogenlund 2                                                           | Allerød Kommune, Uggeløse Sogn, Uggeløse Skov                    | Seeland | Ganggrab                      | rund                                   | fehlt in Ebbesens Liste |                               |
| 010313-39                    | Großsteingrab Krogenlund 3                                                           | Allerød Kommune, Uggeløse Sogn, Uggeløse Skov                    | Seeland | unbekannt (2×)                | rechteckig                             | fehlt in Ebbesens Liste |                               |
| 010313-42                    | Großsteingrab Terkelskov                                                             | Allerød Kommune, Uggeløse Sogn, Terkelskov                       | Seeland | unbekannt                     | unbekannt                              | Funde geborgen |                               |
| 010313-46                    | Großsteingrab Krogenlund 4                                                           | Allerød Kommune, Uggeløse Sogn, Krogenlund                       | Seeland | Dolmen                        | rund                                   | |                               |
| 010313-47                    | Großsteingrab Krogenlund Afd.172                                                     | Allerød Kommune, Uggeløse Sogn, Krogenlund                       | Seeland | Dolmen                        | rechteckig                             | |                               |
| 010313-48                    | Großsteingrab Uggeløse Skov Afd.162                                                  | Allerød Kommune, Uggeløse Sogn, Uggeløse Skov                    | Seeland | unbekannt                     | rechteckig                             | |                               |
| 010313-89                    | Großsteingrab Vassingerød Old                                                        | Allerød Kommune, Uggeløse Sogn, Terkelskov                       | Seeland | unbekannt                     | länglich                               | fehlt in Ebbesens Liste |                               |
| 010401-9                     | Großsteingrab Egegård                                                                | Fredensborg Kommune, Asminderød Sogn, Søholm                     | Seeland | Dolmen                        | rund                                   | zerstört nach 1884, bei Ebbesen unter 010401/9-9 geführt |                               |
| 010401-10                    | Großsteingrab Sydergård                                                              | Fredensborg Kommune, Asminderød Sogn, Søholm                     | Seeland | Dolmen                        | rund                                   | zerstört vor 1884, bei Ebbesen unter 010401/9-10 geführt |                               |
| 010401-11                    | Großsteingrab Kjempegård                                                             | Fredensborg Kommune, Asminderød Sogn, Bostrup                    | Seeland | Urdolmen                      | länglich                               | zerstört vor 1884, bei Ebbesen unter 010401/9-11 geführt |                               |
| 010401-13                    | Großsteingrab Havrebjerggård                                                         | Fredensborg Kommune, Asminderød Sogn, Bostrup                    | Seeland | unbekannt                     | unbekannt                              | zerstört vor 1884, bei Ebbesen unter 010401/9-13 geführt |                               |
| 010401-15                    | Großsteingrab Knurrenborg Vang                                                       | Fredensborg Kommune, Asminderød Sogn, Knurrenborg Vang           | Seeland | unbekannt                     | rund                                   | zerstört nach 1884, bei Ebbesen unter 010401/9-15 geführt |                               |
| 010401-16                    | Großsteingrab Vilhelmsro                                                             | Fredensborg Kommune, Asminderød Sogn, Asminderød                 | Seeland | Urdolmen                      | unbekannt                              | zerstört vor 1884, bei Ebbesen unter 010401/9-16 geführt |                               |
| 010402-2                     | Großsteingrab Bistrup Hegn 1                                                         | Rudersdal Kommune, Birkerød Sogn, Bistrup Hegn                   | Seeland | Urdolmen                      | unbekannt                              | zerstört vor 1884 |                               |
| 010402-4                     | Großsteingrab Bistrup Hegn 2                                                         | Rudersdal Kommune, Birkerød Sogn, Bistrup Hegn                   | Seeland | unbekannt (2×)                | rechteckig                             | Grabkammern zerstört, nur Reste der Hügelschüttung erhalten, fehlt in Ebbesens Liste                                                                          |                               |
| 010402-5                     | Großsteingrab Bistrup Hegn 3                                                         | Rudersdal Kommune, Birkerød Sogn, Bistrup Hegn                   | Seeland | unbekannt, Urdolmen           | rechteckig                             | ursprünglich zwei Grabkammern, nur eine erhalten |                               |
| 010402-6                     | Großsteingrab Bistrup                                                                | Rudersdal Kommune, Birkerød Sogn, Bistrup                        | Seeland | unbekannt (2×), Urdolmen      | länglich                               | zerstört nach 1884 |                               |
| 010402-13                    | „Stenhøj“                                                                            | Rudersdal Kommune, Birkerød Sogn, Sandbjerg                      | Seeland | unbekannt                     | rechteckig                             | |                               |
| 010402-14                    | Großsteingrab Ravnsnæs 1                                                             | Rudersdal Kommune, Birkerød Sogn, Ravnsnæs                       | Seeland | Ganggrab                      | rund                                   | zerstört 1862 |                               |
| 010402-16                    | Großsteingrab Ravnsnæs 2                                                             | Rudersdal Kommune, Birkerød Sogn, Ravnsnæs                       | Seeland | Ganggrab                      | rechteckig                             | zerstört nach 1884 |                               |
| 010403-1                     | „Dæmpegårdsdyssen“                                                                   | Allerød Kommune, Blovstrød Sogn, Tokkekøb Hegn                   | Seeland |                               |                                        | | Dæmpegårdsdyssen              |
| 010403-2                     | Tokkekøb Hegn Langdysse (afd. 28)                                                    | Allerød Kommune, Blovstrød Sogn, Tokkekøb Hegn                   | Seeland |                               |                                        | |                               |
| 010403-3                     | Tokkekøb Hegn Langdysse (afd. 42)                                                    | Allerød Kommune, Blovstrød Sogn, Tokkekøb Hegn                   | Seeland |                               |                                        | |                               |
| 010403-5                     | Großsteingrab Tokkekøb Hegn (afd. 59)                                                | Allerød Kommune, Blovstrød Sogn, Tokkekøb Hegn                   | Seeland |                               |                                        | |                               |
| 010403-6                     | Tokkekøb Hegn Runddysse (afd. 78)                                                    | Allerød Kommune, Blovstrød Sogn, Tokkekøb Hegn                   | Seeland |                               |                                        | |                               |
| 010403-7                     | Tokkekøb Hegn Langdysse 1                                                            | Allerød Kommune, Blovstrød Sogn, Tokkekøb Hegn                   | Seeland |                               |                                        | |                               |
| 010403-8                     | Tokkekøb Hegn Langdysse 2                                                            | Allerød Kommune, Blovstrød Sogn, Tokkekøb Hegn                   | Seeland |                               |                                        | |                               |
| 010403-9                     | Tokkekøb Hegn Langdysse 3                                                            | Allerød Kommune, Blovstrød Sogn, Tokkekøb Hegn                   | Seeland |                               |                                        | |                               |
| 010403-10                    |                                                                                      | Allerød Kommune, Blovstrød Sogn, Tokkekøb Hegn                   | Seeland |                               |                                        | |                               |
| 010403-11                    | Tokkekøb Hegn Langdysse 5                                                            | Allerød Kommune, Blovstrød Sogn, Tokkekøb Hegn                   | Seeland |                               |                                        | |                               |
| 010403-12                    |                                                                                      | Allerød Kommune, Blovstrød Sogn, Tokkekøb Hegn                   | Seeland |                               |                                        | |                               |
| 010403-13                    |                                                                                      | Allerød Kommune, Blovstrød Sogn, Ravnsholt                       | Seeland |                               |                                        | |                               |
| 010403-15                    | Ganggrab von Ludserød                                                                | Allerød Kommune, Blovstrød Sogn, Høvelte                         | Seeland | Ganggrab                      |                                        | |                               |
| 010403-20                    |                                                                                      | Allerød Kommune, Blovstrød Sogn, Blovstrød                       | Seeland |                               |                                        | |                               |
| 010403-23                    |                                                                                      | Allerød Kommune, Blovstrød Sogn, Kettinge                        | Seeland |                               |                                        | |                               |
| 010403-27                    |                                                                                      | Allerød Kommune, Blovstrød Sogn, Stumpedyssegårds Mark           | Seeland |                               |                                        | |                               |
| 010403-32                    |                                                                                      | Allerød Kommune, Blovstrød Sogn, Sjelsølund                      | Seeland |                               |                                        | |                               |
| 010403-33                    |                                                                                      | Allerød Kommune, Blovstrød Sogn, Nebbegård Fredskov              | Seeland |                               |                                        | |                               |
| 010403-34                    |                                                                                      | Allerød Kommune, Blovstrød Sogn, Langoltegård                    | Seeland |                               |                                        | |                               |
| 010403-36                    | Tokkekøb Hegn Langdysse 4                                                            | Allerød Kommune, Blovstrød Sogn, Blovstrød                       | Seeland |                               |                                        | |                               |
| 010406/8-1                   | Offersten in Hornbæk                                                                 | Helsingør Kommune, Hornbæk Sogn, Hornbæk Plantage                | Seeland |                               |                                        | |                               |
| 010406/8-2                   |                                                                                      | Helsingør Kommune, Hornbæk Sogn, Hornbæk Plantage                | Seeland |                               |                                        | |                               |
| 010406/8-17                  |                                                                                      | Helsingør Kommune, Hornbæk Sogn, Hornbæk Plantage                | Seeland |                               |                                        | |                               |
| 010406/8-24                  | Runddysse im Klosterris Hegn                                                         | Helsingør Kommune, Hornbæk Sogn, Klosterris Hegn                 | Seeland | Polygonaldolmen               |                                        | | Runddysse im Klosterris Hegn  |
| 010406/8-25                  |                                                                                      | Helsingør Kommune, Hornbæk Sogn, Klosterris Hegn                 | Seeland |                               |                                        | |                               |
| 010406/8-26                  |                                                                                      | Helsingør Kommune, Hornbæk Sogn, Klosterris Hegn                 | Seeland |                               |                                        | |                               |
| 010406/8-29                  |                                                                                      | Helsingør Kommune, Hornbæk Sogn, Risby Hegn                      | Seeland |                               |                                        | |                               |
| 010406/8-30                  |                                                                                      | Helsingør Kommune, Hornbæk Sogn, Risby Vang                      | Seeland |                               |                                        | |                               |
| 010406/8-31                  |                                                                                      | Helsingør Kommune, Hornbæk Sogn, Risby Vang                      | Seeland |                               |                                        | |                               |
| 010406/8-32                  |                                                                                      | Helsingør Kommune, Hornbæk Sogn, Risby Vang                      | Seeland |                               |                                        | |                               |
| 010406/8-33                  |                                                                                      | Helsingør Kommune, Hornbæk Sogn, Borsholm                        | Seeland |                               |                                        | |                               |
| 010406/8-34                  |                                                                                      | Helsingør Kommune, Hornbæk Sogn, Borsholm                        | Seeland |                               |                                        | |                               |
| 010406/8-38                  |                                                                                      | Helsingør Kommune, Hornbæk Sogn, Borsholm                        | Seeland |                               |                                        | |                               |
| 010408-39                    | „Brændehøi“                                                                          | Helsingør Kommune, Hornbæk Sogn, Horserød                        | Seeland | Ganggrab                      | rund                                   | |                               |
| 010408-66                    | „Stenhøj“, „Kistehøj“                                                                | Helsingør Kommune, Hornbæk Sogn, Horneby                         | Seeland | unbekannt (4×)                | rechteckig                             | |                               |
| 010409-1                     | Großsteingrab Lunden Babylone 1                                                      | Fredensborg Kommune, Humlebæk Sogn, Krogerup, Babylone           | Seeland | unbekannt                     | rechteckig                             | bei Ebbesen unter 010401/9-1 geführt |                               |
| 010409-2                     | Großsteingrab Lunden Babylone 2                                                      | Fredensborg Kommune, Humlebæk Sogn, Krogerup, Babylone           | Seeland | unbekannt                     | rechteckig                             | bei Ebbesen unter 010401/9-2 geführt |                               |
| 010409-3                     | Großsteingrab Lunden Babylone 3                                                      | Fredensborg Kommune, Humlebæk Sogn, Krogerup, Babylone           | Seeland | Urdolmen                      | rechteckig                             | bei Ebbesen unter 010401/9-3 geführt |                               |
| 010410-12                    | „Gunnars Høj“                                                                        | Hørsholm Kommune, Hørsholm Sogn, Vallerød                        | Seeland | Urdolmen                      | rund                                   | Grabung 1883 |                               |
| 010410-36                    | Großsteingrab Folehaven/Afd. 347 1                                                   | Hørsholm Kommune, Hørsholm Sogn, Folehaven                       | Seeland | unbekannt (3×)                | länglich                               | |                               |
| 010410-39                    | Großsteingrab Folehaven/Afd. 347 2                                                   | Hørsholm Kommune, Hørsholm Sogn, Folehaven                       | Seeland | unbekannt                     | rechteckig                             | |                               |
| 010410-100                   | Großsteingrab Folehaven/Afd. 358                                                     | Hørsholm Kommune, Hørsholm Sogn, Folehaven                       | Seeland | unbekannt (2×)                | länglich                               | fehlt in Ebbesens Liste |                               |
| 010411-1                     | Großsteingrab Avderød 1 (Großsteingrab Auderød 1)                                    | Fredensborg Kommune, Karlebo Sogn, Avderød                       | Seeland | unbekannt (2×)                | trapezförmig                           | zerstört nach 1884 |                               |
| 010411-2                     | Großsteingrab Avderød 2 (Großsteingrab Auderød 2)                                    | Fredensborg Kommune, Karlebo Sogn, Avderød                       | Seeland | unbekannt                     | länglich                               | zerstört nach 1884, fehlt in Ebbesens Liste |                               |
| 010411-3                     | Großsteingrab Avderød 3 (Großsteingrab Auderød 3)                                    | Fredensborg Kommune, Karlebo Sogn, Avderød                       | Seeland | Urdolmen (2×)                 | rechteckig                             | Restaurierung 1921 |                               |
| 010411-4                     | Großsteingrab Avderød 4 (Großsteingrab Auderød 4)                                    | Fredensborg Kommune, Karlebo Sogn, Avderød                       | Seeland | Dolmen                        | rund                                   | zerstört vor 1884, fehlt in Ebbesens Liste |                               |
| 010411-6                     | Großsteingrab Gunderød                                                               | Fredensborg Kommune, Karlebo Sogn, Gunderød                      | Seeland | unbekannt (2×)                | rechteckig                             | zerstört nach 1884 |                               |
| 010411-7                     | Großsteingrab Smidsbjerg                                                             | Fredensborg Kommune, Karlebo Sogn, Smidsbjerg                    | Seeland | unbekannt                     | unbekannt                              | zerstört vor 1884, fehlt in Ebbesens Liste |                               |
| 010411-9                     | Großsteingrab Kirkelte Hegn 1                                                        | Fredensborg Kommune, Karlebo Sogn, Kirkelte Hegn                 | Seeland | Urdolmen, Polygonaldolmen     | rechteckig                             | Restaurierung 1984 |                               |
| 010411-10                    | Großsteingrab Kirkelte Hegn 2                                                        | Fredensborg Kommune, Karlebo Sogn, Kirkelte Hegn                 | Seeland | Ganggrab (2×)                 | rechteckig                             | Restaurierung 1984 |                               |
| 010411-11                    | Großsteingrab Stasevang 1                                                            | Fredensborg Kommune, Karlebo Sogn, Stasevang                     | Seeland | Urdolmen (2×), unbekannt      | länglich                               | |                               |
| 010411-12                    | Großsteingrab Stasevang 2                                                            | Fredensborg Kommune, Karlebo Sogn, Stasevang                     | Seeland | Urdolmen (2×), unbekannt      | trapezförmig                           | |                               |
| 010411-13                    | Großsteingrab Stasevang 3                                                            | Fredensborg Kommune, Karlebo Sogn, Stasevang                     | Seeland | unbekannt                     | länglich                               | Grabkammer(n) zerstört, fehlt in Ebbesens Liste |                               |
| 010411-14                    | Großsteingrab Stasevang 4                                                            | Fredensborg Kommune, Karlebo Sogn, Stasevang                     | Seeland | Dolmen                        | oval                                   | |                               |
| 010411-15                    | Großsteingrab Stasevang 5                                                            | Fredensborg Kommune, Karlebo Sogn, Stasevang                     | Seeland | Urdolmen, erweiterter Dolmen  | rechteckig                             | Grabung in der östlichen Kammer 1935 |                               |
| 010411-29                    | Slettedalsagre Langhøj                                                               | Fredensborg Kommune, Karlebo Sogn, Grønholt Hegn                 | Seeland |                               | rechteckig                             | |                               |
| 010411-30                    |                                                                                      | Fredensborg Kommune, Karlebo Sogn, Grønholt Hegn                 | Seeland |                               |                                        | |                               |
| 010411-50                    | Großsteingrab Stasevang 6                                                            | Fredensborg Kommune, Karlebo Sogn, Stasevang                     | Seeland | unbekannt (2×)                | rechteckig                             | Grabkammern nur noch in Resten erhalten |                               |
| 010411-145                   | Großsteingrab Avderød 5 (Großsteingrab Auderød 5)                                    | Fredensborg Kommune, Karlebo Sogn, Avderød                       | Seeland | unbekannt                     | länglich                               | zerstört nach 1807, Existenz nur durch Kartensignatur bezeugt, fehlt in Ebbesens Liste                                                                        |                               |
| 010411-146                   | Großsteingrab Avderød 6 (Großsteingrab Auderød 6)                                    | Fredensborg Kommune, Karlebo Sogn, Avderød                       | Seeland | unbekannt                     | länglich                               | zerstört nach 1807, Existenz nur durch Kartensignatur bezeugt, fehlt in Ebbesens Liste                                                                        |                               |
| 010411-147                   | Großsteingrab Avderød 7 (Großsteingrab Auderød 7)                                    | Fredensborg Kommune, Karlebo Sogn, Avderød                       | Seeland | unbekannt                     | länglich                               | zerstört nach 1807, Existenz nur durch Kartensignatur bezeugt, fehlt in Ebbesens Liste                                                                        |                               |
| 010412-1                     | Großsteingrab Horserød Hegn 1                                                        | Helsingør Kommune, Tikøb Sogn, Horserød Hegn                     | Seeland | Urdolmen (2×)                 | rechteckig                             | |                               |
| 010412-2                     | „Videdyssen“                                                                         | Helsingør Kommune, Tikøb Sogn, Horserød Hegn                     | Seeland | Urdolmen (2×)                 | rechteckig                             | | Videdysse                     |
| 010412-4                     | Großsteingrab Horserød Hegn 2                                                        | Helsingør Kommune, Tikøb Sogn, Horserød Hegn                     | Seeland | unbekannt                     | länglich                               | zerstört um 1884 |                               |
| 010412-5                     | Großsteingrab Horserød Hegn 3                                                        | Helsingør Kommune, Tikøb Sogn, Horserød Hegn                     | Seeland | Urdolmen (2×)                 | rechteckig                             | |                               |
| 010412-6                     | Großsteingrab Horserød Hegn 4                                                        | Helsingør Kommune, Tikøb Sogn, Horserød Hegn                     | Seeland | Dolmen                        | rechteckig                             | |                               |
| 010412-7                     | Großsteingrab Horserød Hegn 5                                                        | Helsingør Kommune, Tikøb Sogn, Horserød Hegn                     | Seeland | unbekannt                     | rechteckig                             | |                               |
| 010412-10                    | Großsteingrab Pleielt                                                                | Helsingør Kommune, Tikøb Sogn, Plejelte Mark                     | Seeland | Dolmen                        | unbekannt                              | zerstört um 1848 |                               |
| 010412-12                    | „Djævlehøj“                                                                          | Helsingør Kommune, Tikøb Sogn, Lille Esbønderup                  | Seeland | Ganggrab (2×)                 | rund                                   | |                               |
| 010412-13                    | Dolmen von Nyrup                                                                     | Helsingør Kommune, Tikøb Sogn, Nyropsgårds Mark                  | Seeland | Urdolmen                      | unbekannt                              | |                               |
| 010412-175                   | Großsteingrab Risby Vang                                                             | Helsingør Kommune, Tikøb Sogn, Horserød Hegn                     | Seeland | unbekannt                     | unbekannt                              | möglicher Rest eines Großsteingrabs, fehlt in Ebbesens Liste                                                                                                  |                               |
| 010501-1                     | Großsteingrab Nejede Vesterskov                                                      | Hillerød Kommune, Alsønderup Sogn, Nejede Vesterskov             | Seeland | Ganggrab (2×)                 | rund                                   | |                               |
| 010501-3                     | Großsteingrab Holmgård                                                               | Hillerød Kommune, Alsønderup Sogn, Nejede                        | Seeland | Ganggrab                      | rund                                   | Restaurierung 1990 |                               |
| 010501-4                     | Großsteingrab Gård Egebjerg                                                          | Hillerød Kommune, Alsønderup Sogn, Egebjerg                      | Seeland | unbekannt                     | rund                                   | zerstört vor 1887 |                               |
| 010503-32                    | Großsteingrab Kappelhøjgård                                                          | Halsnæs Kommune, Kregme Sogn, Kregme                             | Seeland | Ganggrab                      | unbekannt                              | zerstört 1872 |                               |
| 010504-30                    | Großsteingrab Holmgård                                                               | Hillerød Kommune, Lille Lyngby Sogn, Store Lyngby Bymark         | Seeland | Dolmen                        | rechteckig                             | Grabkammer 1857 zerstört, Funde geborgen |                               |
| 010504-47                    | Großsteingrab Gård Flintholm                                                         | Hillerød Kommune, Lille Lyngby Sogn, Meløse                      | Seeland | Urdolmen (2×)                 | länglich                               | zerstört vor 1887 |                               |
| 010504-52                    | Großsteingrab Jungholmgård („Jungholmdysse“)                                         | Hillerød Kommune, Lille Lyngby Sogn, Meløse                      | Seeland | Ganggrab                      | unbekannt                              | zerstört vor 1887, Funde geborgen |                               |
| 010504-61                    | Großsteingrab Gård Mølleholm                                                         | Hillerød Kommune, Lille Lyngby Sogn, Lille Lyngby                | Seeland | Urdolmen                      | länglich                               | zerstört vor 1887 |                               |
| 010505-5                     | Großsteingrab Tollerup 1                                                             | Halsnæs Kommune, Melby Sogn, Tollerup                            | Seeland | Ganggrab                      | rund                                   | Grabung 1854 |                               |
| 010505-6                     | Großsteingrab Tollerup 2                                                             | Halsnæs Kommune, Melby Sogn, Tollerup                            | Seeland | Urdolmen                      | länglich                               | zerstört vor 1887 |                               |
| 010505-10                    | Großsteingrab Tollerup 3                                                             | Halsnæs Kommune, Melby Sogn, Tollerup                            | Seeland | unbekannt                     | rechteckig                             | zerstört nach 1887 |                               |
| 010505-21                    | Großsteingrab Melby                                                                  | Halsnæs Kommune, Melby Sogn, Tollerup                            | Seeland | unbekannt                     | länglich                               | zerstört nach 1887 |                               |
| 010505,a                     |                                                                                      | Halsnæs Kommune, Melby Sogn, Halsnæs                             | Seeland | unbekannt                     | unbekannt                              | zerstört, Funde geborgen |                               |
| 010505,b                     | Großsteingrab Tollerup 4                                                             | Halsnæs Kommune, Melby Sogn, Tollerup                            | Seeland | unbekannt                     | unbekannt                              | zerstört, Funde geborgen |                               |
| 010506-1                     | Großsteingrab Markebækgård                                                           | Hillerød Kommune, Skævinge Sogn, Skævinge                        | Seeland | unbekannt                     | rechteckig (quadratisch)               | |                               |
| 010506-4                     | Großsteingrab Terpegård                                                              | Hillerød Kommune, Skævinge Sogn, Skævinge                        | Seeland | unbekannt (2×)                | länglich                               | zerstört nach 1887 |                               |
| 010507-2                     | Großsteingrab Rugård                                                                 | Hillerød Kommune, Strø Sogn, Strø, Rugård                        | Seeland | Urdolmen                      | rund                                   | zerstört vor 1887, Funde geborgen |                               |
| 010507-12                    | „Kongshøi“                                                                           | Hillerød Kommune, Strø Sogn, Sigerslevøster                      | Seeland | unbekannt                     | unbekannt                              | zerstört vor 1887, Funde geborgen |                               |
| 010507-15                    | Großsteingrab Mankegård 1                                                            | Hillerød Kommune, Strø Sogn, Sigerslevøster, Mankegård           | Seeland | Urdolmen (2×)                 | rechteckig                             | |                               |
| 010507-17                    | Großsteingrab Mankegård 2                                                            | Hillerød Kommune, Strø Sogn, Sigerslevøster, Mankegård           | Seeland | Urdolmen                      | rechteckig                             | |                               |
| 010508-3                     | „Katrinehøi“                                                                         | Hillerød Kommune, Tjæreby Sogn, Tjæreby                          | Seeland | Ganggrab                      | rund                                   | fehlt in Ebbesens Liste |                               |
| 010508-4                     | Großsteingrab Veslegård                                                              | Hillerød Kommune, Tjæreby Sogn, Harløse, Veslegård               | Seeland | unbekannt                     | rechteckig                             | Grabkammer zerstört |                               |
| 010508-5                     | Großsteingrab Harløse                                                                | Hillerød Kommune, Tjæreby Sogn, Harløse                          | Seeland | unbekannt                     | unbekannt                              | zerstört vor 1887, fehlt in Ebbesens Liste |                               |
| 010508-6                     | Großsteingrab Fruervanggård                                                          | Hillerød Kommune, Tjæreby Sogn, Harløse, Fruervanggård           | Seeland | Urdolmen                      | unbekannt                              | zerstört vor 1887 |                               |
| 010509-12                    | Großsteingrab Ullerup 1                                                              | Halsnæs Kommune, Torup Sogn, Ullerup                             | Seeland | unbekannt                     | unbekannt                              | zerstört vor 1887, fehlt in Ebbesens Liste |                               |
| 010509-13                    | Großsteingrab Tupholm                                                                | Halsnæs Kommune, Torup Sogn, Tupholm                             | Seeland | unbekannt                     | unbekannt                              | zerstört vor 1887, fehlt in Ebbesens Liste |                               |
| 010509-15                    | Großsteingrab Ullerup 2                                                              | Halsnæs Kommune, Torup Sogn, Ullerup                             | Seeland | unbekannt                     | unbekannt                              | zerstört vor 1887, fehlt in Ebbesens Liste |                               |
| 010509-16                    | Großsteingrab Ullerup 3                                                              | Halsnæs Kommune, Torup Sogn, Ullerup                             | Seeland | unbekannt                     | unbekannt                              | zerstört vor 1887, fehlt in Ebbesens Liste |                               |
| 010509-18                    | Großsteingrab Kikhavn                                                                | Halsnæs Kommune, Torup Sogn, Kikhavn                             | Seeland | unbekannt                     | unbekannt                              | zerstört vor 1887, fehlt in Ebbesens Liste |                               |
| 010509-19                    | „Vesterdys“                                                                          | Halsnæs Kommune, Torup Sogn, Torplille                           | Seeland | unbekannt                     | unbekannt                              | zerstört um 1873 |                               |
| 010509-21                    | Großsteingrab Kongsgård                                                              | Halsnæs Kommune, Torup Sogn, Torplille, Kongsgård                | Seeland | unbekannt                     | länglich                               | zerstört nach 1887 |                               |
| 010509-33                    | Großsteingrab Tømmerup                                                               | Halsnæs Kommune, Torup Sogn, Tømmerup Mark, Grønnæssegård        | Seeland | Polygonaldolmen (2×)          | rechteckig                             | Grabung 1864, zerstört vor 1887 |                               |
| 010509-37                    | „Carlstenen“                                                                         | Halsnæs Kommune, Torup Sogn, Grønnesøgård                        | Seeland | Polygonaldolmen               | rund                                   | | Carlstenen                    |
| 010509-58                    | Großsteingrab Elling                                                                 | Halsnæs Kommune, Torup Sogn, Elling                              | Seeland | unbekannt (2×)                | unbekannt                              | zerstört, fehlt in Ebbesens Liste |                               |
| 010509-65                    | Großsteingrab Hald                                                                   | Halsnæs Kommune, Torup Sogn, Hald                                | Seeland | unbekannt                     | rechteckig                             | nur in Resten erhalten, bei Ebbesen irrtümlich unter 010509-15 geführt                                                                                        |                               |
| 010509-140                   | Großsteingrab Torup                                                                  | Halsnæs Kommune, Torup Sogn, Torup                               | Seeland | unbekannt                     | unbekannt                              | zerstört nach 1795, Existenz nur durch Kartensignatur bezeugt, fehlt in Ebbesens Liste                                                                        |                               |
| 010509-143                   | Großsteingrab Ullerup Skov                                                           | Halsnæs Kommune, Torup Sogn, Ullerup Skov                        | Seeland | unbekannt                     | unbekannt                              | zerstört nach 1796, Existenz nur durch Kartensignatur bezeugt, fehlt in Ebbesens Liste                                                                        |                               |
| 010511-2                     | Großsteingrab Ubberup                                                                | Halsnæs Kommune, Ølsted Sogn, Ubberup                            | Seeland | unbekannt (2×)                | unbekannt                              | zerstört vor 1887 |                               |
| 010511-14                    | „Flækkehøi“                                                                          | Halsnæs Kommune, Ølsted Sogn, Sandbjerggård                      | Seeland | Ganggrab                      | rund                                   | Grabung 1888, zerstört nach 1888, Nachgrabung 1964 |                               |
| 010511-20                    | Großsteingrab Store Havelse 1                                                        | Halsnæs Kommune, Ølsted Sogn, Store Havelse                      | Seeland | unbekannt                     | rund                                   | |                               |
| 010511-23                    | Großsteingrab Store Havelse 2                                                        | Halsnæs Kommune, Ølsted Sogn, Store Havelse                      | Seeland | Dolmen                        | länglich                               | zerstört nach 1887 |                               |
| 010511-30                    | Großsteingrab Store Havelse 3                                                        | Halsnæs Kommune, Ølsted Sogn, Store Havelse                      | Seeland | unbekannt                     | rechteckig                             | zerstört nach 1887 |                               |
| 010511-32                    | Großsteingrab Skolelodden                                                            | Halsnæs Kommune, Ølsted Sogn, Store Havelse                      | Seeland | Dolmen                        | länglich                               | zerstört 1837, Funde geborgen |                               |
| 010601-3                     | Großsteingrab Staunsholte Overdrev 1                                                 | Furesø Kommune, Farum Sogn, Stavnsholt                           | Seeland | Urdolmen                      | rund                                   | zerstört 1855 |                               |
| 010601-5                     | Großsteingrab Staunsholte Overdrev 2                                                 | Furesø Kommune, Farum Sogn, Stavnsholt                           | Seeland | Urdolmen                      | länglich                               | zerstört nach 1875 |                               |
| 010601-6                     | „Bissendysse“                                                                        | Furesø Kommune, Farum Sogn, Stavnsholt                           | Seeland | Urdolmen (2×)                 | rechteckig                             | zerstört nach 1875 |                               |
| 010601-7                     | Großsteingrab Staunsholte Overdrev 3                                                 | Furesø Kommune, Farum Sogn, Stavnsholt                           | Seeland | Ganggrab                      | rund                                   | |                               |
| 010601-10                    | Ganggrab von Farum („Gretheshøj“)                                                    | Furesø Kommune, Farum Sogn, Farum                                | Seeland | Ganggrab                      | rund                                   | Restaurierung 1915 |                               |
| 010601-15                    | Großsteingrab Farum By                                                               | Furesø Kommune, Farum Sogn, Farum                                | Seeland | Ganggrab                      | rund                                   | zerstört vor 1875 |                               |
| 010602-1                     | Großsteingrab Gandløse Bys Jorder 1                                                  | Egedal Kommune, Ganløse Sogn, Ganløse                            | Seeland | unbekannt                     | rund                                   | zerstört nach 1875 |                               |
| 010602-2                     | Großsteingrab Gandløse Eget 1                                                        | Egedal Kommune, Ganløse Sogn, Ganløse                            | Seeland | Ganggrab                      | rechteckig                             | |                               |
| 010602-3                     | Großsteingrab Gandløse Eget 2                                                        | Egedal Kommune, Ganløse Sogn, Ganløse Eget                       | Seeland | Urdolmen                      | rund                                   | Grabung 1875 |                               |
| 010602-4                     | Großsteingrab Gandløse Eget 3                                                        | Egedal Kommune, Ganløse Sogn, Ganløse Eget                       | Seeland | Urdolmen                      | rechteckig                             | der Hügel enthält außerdem zwei spätbronzezeitliche Steinkisten                                                                                               |                               |
| 010602-5                     | Großsteingrab Gandløse Eget 4                                                        | Egedal Kommune, Ganløse Sogn, Ganløse                            | Seeland | Urdolmen                      | rechteckig                             | |                               |
| 010602-8                     | Großsteingrab Ganløse 1                                                              | Egedal Kommune, Ganløse Sogn, Ganløse                            | Seeland | unbekannt                     | unbekannt                              | zerstört vor 1875 |                               |
| 010602-9                     | Großsteingrab Mørket                                                                 | Egedal Kommune, Ganløse Sogn, Ganløse                            | Seeland | unbekannt                     | länglich (trapezförmig?)               | zerstört nach 1875; unmittelbar nordwestlich ein weiterer, in Teilen erhaltener, wohl nichtmegalithischer Langhügel (010602-7)                                |                               |
| 010602-11                    | Großsteingrab Gandløse Bys Jorder 2                                                  | Egedal Kommune, Ganløse Sogn, Ganløse                            | Seeland | Urdolmen                      | rund                                   | zerstört nach 1875 |                               |
| 010602-13                    | Großsteingrab Ganløse 2                                                              | Egedal Kommune, Ganløse Sogn, Ganløse                            | Seeland | Urdolmen (2×)                 | rechteckig                             | Grabung 1874, zerstört nach 1875 |                               |
| 010602-23                    | Großsteingrab Gandløse Bys Jorder 3                                                  | Egedal Kommune, Ganløse Sogn, Ganløse                            | Seeland | Urdolmen                      | keine                                  | zerstört vor 1875 |                               |
| 010602-27                    | Großsteingrab Gandløse Orne 1                                                        | Egedal Kommune, Ganløse Sogn, Ganløse                            | Seeland | unbekannt                     | rechteckig                             | zerstört nach 1875 |                               |
| 010602-29                    | Großsteingrab Gandløse Orne 2                                                        | Egedal Kommune, Ganløse Sogn, Ganløse                            | Seeland | unbekannt                     | unbekannt                              | zerstört nach 1875 |                               |
| 010602-32                    | Großsteingrab Gandløse Orne 3                                                        | Egedal Kommune, Ganløse Sogn, Ganløse                            | Seeland | unbekannt (2×)                | rechteckig                             | nur Reste der Hügelschüttung erhalten |                               |
| 010602-34                    | Großsteingrab Gandløse Orne 4                                                        | Egedal Kommune, Ganløse Sogn, Ganløse                            | Seeland | Dolmen                        | rechteckig                             | |                               |
| 010602-52                    | Großsteingrab Gandløse Bys Jorder 4                                                  | Egedal Kommune, Ganløse Sogn, Ganløse                            | Seeland | Urdolmen                      | oval                                   | |                               |
| 010602-67                    | Großsteingrab Ganløse Ore 1                                                          | Egedal Kommune, Ganløse Sogn, Ganløse Ore                        | Seeland | unbekannt                     | länglich                               | |                               |
| 010602-69                    | Großsteingrab Ganløse Ore 2                                                          | Egedal Kommune, Ganløse Sogn, Ganløse Ore                        | Seeland | unbekannt                     | länglich                               | fehlt in Ebbesens Liste |                               |
| 010602-70                    | Großsteingrab Ganløse Ore 3                                                          | Egedal Kommune, Ganløse Sogn, Ganløse                            | Seeland | unbekannt                     | rechteckig                             | |                               |
| 010602,a                     |                                                                                      | Egedal Kommune, Ganløse Sogn, Knardrup, Langagergård             | Seeland | unbekannt                     | unbekannt                              | |                               |
| 010603-1                     | Großsteingrab Slagslunde Skov 1                                                      | Egedal Kommune, Slagslunde Sogn, Badstrup                        | Seeland | Ganggrab                      | unbekannt                              | Grabung 1787, zerstört vor 1875 |                               |
| 010603-2                     | Großsteingrab Slagslunde Skov 2                                                      | Egedal Kommune, Slagslunde Sogn, Slagslunde Skov                 | Seeland | Dolmen                        | rund                                   | |                               |
| 010603-3                     | „Mørkedysse“                                                                         | Egedal Kommune, Slagslunde Sogn, Slagslunde Skov                 | Seeland | Urdolmen                      | rund                                   | |                               |
| 010603-4                     | Großsteingrab Slagslunde Skov 3                                                      | Egedal Kommune, Slagslunde Sogn, Slagslunde Skov                 | Seeland | unbekannt (2×)                | rechteckig                             | Grabkammern weitgehend zerstört |                               |
| 010603-5                     | Großsteingrab Slagslunde 1                                                           | Egedal Kommune, Slagslunde Sogn, Slagslunde Skov                 | Seeland | unbekannt (2×)                | rechteckig                             | zerstört nach 1875 |                               |
| 010603-6                     | Großsteingrab Slagslunde 2                                                           | Egedal Kommune, Slagslunde Sogn, Slagslunde                      | Seeland | Urdolmen (2×)                 | rechteckig                             | |                               |
| 010603-13                    | „Dukkedysse“                                                                         | Egedal Kommune, Slagslunde Sogn, Slagslunde By                   | Seeland | unbekannt                     | unbekannt                              | zerstört vor 1875 |                               |
| 010603-14                    | Großsteingrab Slagslunde 3                                                           | Egedal Kommune, Slagslunde Sogn, Slagslunde                      | Seeland | unbekannt                     | rechteckig                             | zerstört nach 1875 |                               |
| 010603-15                    | „Frongsdysse“                                                                        | Egedal Kommune, Slagslunde Sogn, Slagslunde                      | Seeland | Urdolmen                      | länglich                               | Grabkammer nicht erhalten, möglicherweise gab es noch eine zweite Grabkammer                                                                                  |                               |
| 010603-29                    | Großsteingrab Slagslunde Skov 4                                                      | Egedal Kommune, Slagslunde Sogn, Slagslunde Skov                 | Seeland | unbekannt (rund?)             | unbekannt                              | |                               |
| 010604-2                     | „Storesten“                                                                          | Frederikssund Kommune, Snostrup Sogn, Snostrup By                | Seeland | Ganggrab                      | unbekannt                              | zerstört vor 1875, Funde geborgen |                               |
| 010604-3                     | „Klingredysserne“                                                                    | Frederikssund Kommune, Snostrup Sogn, Snostrup By                | Seeland | unbekannt                     | unbekannt                              | zerstört vor 1875 |                               |
| 010604-5                     | Großsteingrab Snodstrup By                                                           | Frederikssund Kommune, Snostrup Sogn, Snostrup                   | Seeland | unbekannt (2×)                | länglich                               | zerstört vor 1875, Nachgrabung 2015 |                               |
| 010604-23                    | Großsteingrab Dødningene 1                                                           | Frederikssund Kommune, Snostrup Sogn, Store Rørbæk               | Seeland | unbekannt                     | rechteckig                             | zerstört nach 1875 |                               |
| 010604-24                    | Großsteingrab Dødningene 2                                                           | Frederikssund Kommune, Snostrup Sogn, Store Rørbæk               | Seeland | Urdolmen (2×)                 | rechteckig                             | Grabung 1886 (bei Ebbesen ist die Grabung dem Grab 010604-25 zugeordnet)                                                                                      |                               |
| 010604-25                    | Großsteingrab Dødningene 3                                                           | Frederikssund Kommune, Snostrup Sogn, Store Rørbæk               | Seeland | Urdolmen, unbekannt           | rechteckig                             | |                               |
| 010604-26                    | „Stenshøi“ („Stenshøj“)                                                              | Frederikssund Kommune, Snostrup Sogn, Store Rørbæk               | Seeland | Ganggrab(?)                   | rund                                   | Grabkammer nicht sichtbar; dass es sich um ein Ganggrab handelt, wird aus der Ähnlichkeit des Hügels zum benachbarten Møllehøj (010604-33) geschlossen        |                               |
| 010604-31                    | Großsteingrab Store Rørbæk By 1                                                      | Frederikssund Kommune, Snostrup Sogn, Store Rørbæk               | Seeland | unbekannt                     | rechteckig                             | zerstört um 1875 |                               |
| 010604-32                    | Großsteingrab Store Rørbæk By 2                                                      | Frederikssund Kommune, Snostrup Sogn, Store Rørbæk               | Seeland | Dolmen                        | rechteckig                             | zwei Steine am Ostende des Hügels könnten verlagerte Umfassungssteine, Feldsteine oder Reste einer sekundären Kammer sein                                     |                               |
| 010604-33                    | „Møllehøj“                                                                           | Frederikssund Kommune, Snostrup Sogn, Store Rørbæk               | Seeland | Ganggrab                      | rund                                   | Grabung 1797, Restaurierung 1986 und 2018 | Møllehøj bei Jyllinge         |
| 010604-40                    | Großsteingrab Lille Rørbæk By 1                                                      | Frederikssund Kommune, Snostrup Sogn, Lille Rørbæk               | Seeland | Urdolmen, unbekannt           | länglich                               | Erhaltungszustand der zweiten Grabkammer unklar |                               |
| 010604-41                    | Großsteingrab Lille Rørbæk By 2                                                      | Frederikssund Kommune, Snostrup Sogn, Lille Rørbæk               | Seeland | unbekannt                     | länglich                               | zerstört nach 1942 |                               |
| 010604-45                    | Großsteingrab Lille Rørbæk By 3 („Slagterknøsen“)                                    | Frederikssund Kommune, Snostrup Sogn, Lille Rørbæk               | Seeland | Urdolmen                      | keine (rund?)                          | Grabkammer steht auf der Spitze eines Hügels, ob sie ursprünglich überhügelt war, ist unklar                                                                  |                               |
| 010604-49                    | Løndysse                                                                             | Frederikssund Kommune, Snostrup Sogn, Lille Rørbæk               | Seeland | Urdolmen, unbekannt           | rechteckig                             | nur eine Grabkammer erhalten |                               |
| 010605-12                    | Langben Rises Dysse                                                                  | Egedal Kommune, Stenløse Sogn, Søsum                             | Seeland | Urdolmen                      | länglich                               | zerstört nach 1875 |                               |
| 010605-15                    | Großsteingrab Søsum By 1                                                             | Egedal Kommune, Stenløse Sogn, Søsum                             | Seeland | Ganggrab                      | rund                                   | zerstört nach 1875 |                               |
| 010605-16                    | Großsteingrab Søsum By 2                                                             | Egedal Kommune, Stenløse Sogn, Søsum                             | Seeland | Urdolmen                      | rund                                   | bronze- und eisenzeitliche Nachbestattungen, Grabung 1959, 1998 umgesetzt in den Færgegården beim Frederikssund Museum                                        | Großsteingrab Søsum By 2      |
| 010605-18                    | Großsteingrab Søsum By 3                                                             | Egedal Kommune, Stenløse Sogn, Søsum                             | Seeland | Dolmen                        | rund                                   | zerstört nach 1875 |                               |
| 010605-26                    | „Skadedysse“                                                                         | Egedal Kommune, Stenløse Sogn, Søsum                             | Seeland | Urdolmen                      | keine                                  | zerstört vor 1875 |                               |
| 010605-28                    | Großsteingrab Stokholmgaard                                                          | Egedal Kommune, Stenløse Sogn, Søsum                             | Seeland | Urdolmen                      | unbekannt (rechteckig?)                | zerstört nach 1875 |                               |
| 010605-56                    | Großsteingrab Stenlille By                                                           | Egedal Kommune, Stenløse Sogn, Stenlille                         | Seeland | Dolmen                        | unbekannt                              | zerstört nach 1875 |                               |
| 010605-62                    | Großsteingrab Stenløse By 1                                                          | Egedal Kommune, Stenløse Sogn, Stenløse                          | Seeland | unbekannt                     | länglich                               | zerstört nach 1875 |                               |
| 010605-65                    | „Stenhøj“                                                                            | Egedal Kommune, Stenløse Sogn, Stenløse                          | Seeland | Ganggrab                      | rund                                   | Restaurierung 1985 nach illegaler Grabung |                               |
| 010605-66                    | Großsteingrab Stenløse By 2                                                          | Egedal Kommune, Stenløse Sogn, Stenløse                          | Seeland | Dolmen                        | länglich                               | zerstört nach 1875, Nachgrabung 2006 |                               |
| 010605-67                    | Großsteingrab Stenløse By 3                                                          | Egedal Kommune, Stenløse Sogn, Stenløse                          | Seeland | Dolmen                        | keine                                  | zerstört nach 1875 |                               |
| 010605-68                    | Großsteingrab Stenløse By 4                                                          | Egedal Kommune, Stenløse Sogn, Stenløse                          | Seeland | unbekannt                     | rechteckig                             | zerstört nach 1875 |                               |
| 010605-69                    | Großsteingrab Stenløse By 5                                                          | Egedal Kommune, Stenløse Sogn, Stenløse                          | Seeland | unbekannt                     | länglich                               | zerstört nach 1875 |                               |
| 010605-70                    | Großsteingrab Stenløse By 6                                                          | Egedal Kommune, Stenløse Sogn, Stenløse                          | Seeland | Urdolmen, unbekannt           | rechteckig                             | |                               |
| 010605-72                    | Großsteingrab Stenløse By 7                                                          | Egedal Kommune, Stenløse Sogn, Stenløse                          | Seeland | Dolmen                        | unbekannt                              | zerstört nach 1875 |                               |
| 010605-73                    | Großsteingrab Stenløse By 8                                                          | Egedal Kommune, Stenløse Sogn, Stenløse                          | Seeland | unbekannt                     | rechteckig                             | zerstört nach 1875 |                               |
| 010605-147                   | Stenhøj                                                                              | Egedal Kommune, Stenløse Sogn, Stenløse                          | Seeland | unbekannt                     | unbekannt                              | zerstört, Nachgrabung 2005, fehlt in Ebbesens Liste |                               |
| 010605-148                   | Damsten                                                                              | Egedal Kommune, Stenløse Sogn, Stenløse                          | Seeland | unbekannt                     | unbekannt                              | zerstört, Nachgrabung 2005, fehlt in Ebbesens Liste |                               |
| 010605-159                   | Großsteingrab Værebro golfbane Green 17                                              | Egedal Kommune, Stenløse Sogn, Stenløse                          | Seeland | unbekannt (2×)                | unbekannt                              | zerstört, Nachgrabung 2005, fehlt in Ebbesens Liste |                               |
| 010606-3                     | Großsteingrab Lille Veksø 1                                                          | Egedal Kommune, Veksø Sogn, Veksø                                | Seeland | Dolmen (2×)                   | rechteckig                             | zerstört nach 1875 |                               |
| 010606-4                     | Großsteingrab Hulehøjgård                                                            | Egedal Kommune, Veksø Sogn, Veksø                                | Seeland | Ganggrab                      | unbekannt                              | zerstört vor 1875, Nachgrabung 1975 |                               |
| 010606-6                     | Hulhøj                                                                               | Egedal Kommune, Veksø Sogn, Veksø                                | Seeland | Ganggrab                      | rund                                   | Grabung 1902, nur die Hügelschüttung ist erhalten |                               |
| 010606-9                     | Großsteingrab Lille Veksø 2                                                          | Egedal Kommune, Veksø Sogn, Veksø                                | Seeland | Ganggrab                      | unbekannt                              | zerstört vor 1875 |                               |
| 010606-13                    | Großsteingrab Lille Veksø 3                                                          | Egedal Kommune, Veksø Sogn, Veksø                                | Seeland | Dolmen, unbekannt             | rechteckig                             | zerstört um 1875, Nachgrabung 2020 |                               |
| 010607-6                     | Kjællingeholmsdysse                                                                  | Egedal Kommune, Ølstykke Sogn, Ølstykke                          | Seeland | Dolmen                        | rechteckig                             | zerstört nach 1875, Nachgrabung 2012 |                               |
| 010607-17                    | „Troldedysse“                                                                        | Egedal Kommune, Ølstykke Sogn, Ølstykke                          | Seeland | Urdolmen                      | keine                                  | zerstört vor 1875 |                               |
| 010607-18                    | Großsteingrab Ølstykke By                                                            | Egedal Kommune, Ølstykke Sogn, Ølstykke                          | Seeland | Urdolmen                      | keine                                  | zerstört vor 1875 |                               |
| 010607-32                    | Großsteingrab Svedstrup By                                                           | Egedal Kommune, Ølstykke Sogn, Svedstrup                         | Seeland | Dolmen                        | rechteckig                             | zerstört nach 1875 |                               |
| 010607-35                    | „Fiskeskjærsdyssen“                                                                  | Egedal Kommune, Ølstykke Sogn, Svedstrup                         | Seeland | Urdolmen                      | rund                                   | zerstört vor 1875 |                               |
| 010607-36                    | „Trælhøi“                                                                            | Egedal Kommune, Ølstykke Sogn, Svedstrup                         | Seeland | Urdolmen                      | keine                                  | zerstört vor 1875 |                               |
| 010607-52                    | Großsteingrab Udleire By 1                                                           | Egedal Kommune, Ølstykke Sogn, Udlejre                           | Seeland | Urdolmen                      | rechteckig                             | zerstört nach 1875 |                               |
| 010607-53                    | „Stuehøj“, „Harpagers Høj“                                                           | Egedal Kommune, Ølstykke Sogn, Udlejre                           | Seeland | Ganggrab                      | rund                                   | Grabung 1834, Restaurierung 2006 und 2018 | Stuehøj                       |
| 010607-59                    | Großsteingrab Udleire By 2                                                           | Egedal Kommune, Ølstykke Sogn, Udlejre                           | Seeland | Urdolmen                      | länglich                               | Grabung 1890, zerstört vor 1942 |                               |
| 020201-3                     | „Baunehøj“                                                                           | Ballerup Kommune, Ballerup Sogn, Jonstrup Vang                   | Seeland | Urdolmen                      | rund                                   | zerstört nach 1889 |                               |
| 020202-1                     | „Bavnehøj“, „Magdehøj“                                                               | Brøndby Kommune, Brøndbyøster Sogn, Brøndbyøster                 | Seeland | unbekannt                     | unbekannt                              | 1836 Funde geborgen, zerstört vor 1889 |                               |
| 020205-2                     | „Flintdysse“                                                                         | Albertslund Kommune, Herstedvester Sogn, Herstedvester           | Seeland | unbekannt                     | unbekannt                              | zerstört vor 1889, Funde geborgen |                               |
| 020207-18                    | Großsteingrab Kallerup                                                               | Høje-Taastrup Kommune, Høje Taastrup Sogn, Kallerup              | Seeland | Urdolmen                      | unbekannt                              | zerstört vor 1889, Nachgrabung 1983, in Fund og Fortidsminder als Steinkiste geführt                                                                          |                               |
| 020207-28                    | Großsteingrab Baldersbrønde                                                          | Høje-Taastrup Kommune, Høje Taastrup Sogn, Baldersbrønde         | Seeland | unbekannt                     | rund                                   | 1853 Funde geborgen, zerstört vor 1889 |                               |
| 020212-14                    | Großsteingrab Smørumnedre                                                            | Egedal Kommune, Smørum Sogn, Valsbakke                           | Seeland | Urdolmen                      | rechteckig                             | zerstört nach 1889 |                               |
| 020212-22                    | „Baunehøj“                                                                           | Egedal Kommune, Smørum Sogn, Smørumovre                          | Seeland | Ganggrab                      | rund                                   | Restaurierung 1936 |                               |
| 020212-26                    | Großsteingrab Hove 1                                                                 | Egedal Kommune, Smørum Sogn, Hove                                | Seeland | Urdolmen                      | rund                                   | zerstört nach 1889 (1936?) |                               |
| 020212-30                    | Großsteingrab Hove 2                                                                 | Egedal Kommune, Smørum Sogn, Hove                                | Seeland | unbekannt                     | rechteckig                             | |                               |
| 020212-68                    | Großsteingrab Egelund                                                                | Egedal Kommune, Smørum Sogn, Egelund                             | Seeland | unbekannt                     | unbekannt                              | zerstört, Grabung 1988, bei Ebbesen unter 020212,a geführt |                               |
| 020213-2                     |                                                                                      | Ishøj Kommune, Torslunde Sogn, Torslunde                         | Seeland |                               |                                        | |                               |
| 020216-16–18                 | Großsteingrab Bringe                                                                 | Furesø Kommune, Værløse Sogn, Bringe                             | Seeland | Urdolmen (2×)                 | länglich                               | zerstört nach 1889, in Fund og Fortidsminder unter drei Nummern geführt, da sich die Anlage 1889 als zwei freistehende Kammern und ein Hügelrest präsentierte |                               |
| 020216-21                    | Großsteingrab Jonstrup Vang 1                                                        | Furesø Kommune, Værløse Sogn, Jonstrup Vang                      | Seeland | Urdolmen                      | rechteckig                             | Grabung 1980, bei Ebbesen irrtümlich unter 020216-20 geführt                                                                                                  |                               |
| 020216-22                    | Großsteingrab Jonstrup Vang/Afd. 105                                                 | Furesø Kommune, Værløse Sogn, Jonstrup Vang                      | Seeland | unbekannt                     | rechteckig                             | |                               |
| 020216-23                    | Großsteingrab Jonstrup Vang/Afd. 106                                                 | Furesø Kommune, Værløse Sogn, Jonstrup Vang                      | Seeland | unbekannt                     | rund                                   | zerstört nach 1889 |                               |
| 020216-24                    | Großsteingrab Jonstrup Vang 2                                                        | Furesø Kommune, Værløse Sogn, Jonstrup Vang                      | Seeland | Polygonaldolmen               | rund                                   | |                               |
| 020216-25                    | Langdysse von Ryget Skov                                                             | Furesø Kommune, Værløse Sogn, Præsteskoven                       | Seeland | Urdolmen, unbekannt           | rechteckig                             | |                               |
| 020216-26                    | Runddysse von Ryget Skov                                                             | Furesø Kommune, Værløse Sogn, Præsteskoven                       | Seeland | Urdolmen                      | rund                                   | |                               |
| 020216-27                    | Großsteingrab Ryget Skov/Afd. 22                                                     | Furesø Kommune, Værløse Sogn, Ryget                              | Seeland | Urdolmen                      | rund                                   | Restaurierung 1931 |                               |
| 020216-29                    | Großsteingrab Nørreskov 1                                                            | Furesø Kommune, Værløse Sogn, Fiskebæk, Nørreskov                | Seeland | Dolmen                        | unbekannt (rund?)                      | |                               |
| 020216-30                    | Großsteingrab Nørreskov 2                                                            | Furesø Kommune, Værløse Sogn, Fiskebæk, Nørreskov                | Seeland | Urdolmen                      | rechteckig                             | |                               |
| 020216-31                    | Großsteingrab Nørreskov 3                                                            | Furesø Kommune, Værløse Sogn, Fiskebæk, Nørreskov                | Seeland | Urdolmen                      | rechteckig                             | |                               |
| 020216-32                    | Trekroner Langdysse                                                                  | Furesø Kommune, Værløse Sogn, Trekroner                          | Seeland | Dolmen                        | rechteckig                             | Grabung 1981, fehlt in Ebbesens Liste | Trekroner Langdysse           |
| 020216-33                    | Großsteingrab Lille Hareskov/Afd. 126                                                | Furesø Kommune, Værløse Sogn, Lille Hareskov                     | Seeland | Urdolmen                      | rechteckig                             | |                               |
| 020216-40                    | Großsteingrab Lille Værløse                                                          | Furesø Kommune, Værløse Sogn, Sækken                             | Seeland | Urdolmen                      | rund                                   | |                               |
| 020216-45                    | Großsteingrab Lille Hareskov/Afd. 116                                                | Furesø Kommune, Værløse Sogn, Lille Hareskov                     | Seeland | Dolmen                        | keine                                  | Grabung und Restaurierung 1963 |                               |
| 020216-50                    | Großsteingrab Jonstrup Vang 3, „Rillesten“                                           | Furesø Kommune, Værløse Sogn, Jonstrup Vang                      | Seeland | Urdolmen                      | keine                                  | zwei gespaltene Steine könnten den Rest einer Grabkammer bilden, fehlt in Ebbesens Liste                                                                      |                               |
| 020216-54                    | „Kelleren“                                                                           | Furesø Kommune, Værløse Sogn, Hareskoven                         | Seeland | unbekannt                     | rechteckig                             | Grabung 1985 | Kelleren                      |
| 020216-63                    | Großsteingrab Vandværksvej                                                           | Furesø Kommune, Værløse Sogn, Lille Hareskov                     | Seeland | Urdolmen                      | rechteckig                             | fehlt in Ebbesens Liste |                               |
| 020216-173                   | Großsteingrab Lille Hareskov                                                         | Furesø Kommune, Værløse Sogn, Lille Hareskov                     | Seeland | unbekannt                     | länglich                               | fehlt in Ebbesens Liste |                               |
| 020302-1                     | „Snogedyssen“                                                                        | Gentofte Kommune, Gentofte Sogn, Vangede                         | Seeland | Ganggrab (Doppelganggrab)     | unbekannt                              | zerstört um 1859, Funde geborgen |                               |
| 020302-28                    | Großsteingrab Charlottenlund                                                         | Gentofte Kommune, Gentofte Sogn, Charlottenlund                  | Seeland | Urdolmen                      | rund                                   | Grabung 1940 |                               |
| 020303-1                     | Großsteingrab Bagsværd                                                               | Gladsaxe Kommune, Gladsaxe Sogn, Bagsværd                        | Seeland | unbekannt                     | unbekannt                              | 1837 Funde geborgen, zerstört vor 1899 |                               |
| 020303-18                    | Großsteingrab Store Hareskov/Afd.164                                                 | Gladsaxe Kommune, Gladsaxe Sogn, Store Hareskov                  | Seeland | Urdolmen                      | rechteckig                             | Grabung 1936 und 1969 |                               |
| 020303-19                    | Großsteingrab Mørkhøjgaard                                                           | Gladsaxe Kommune, Gladsaxe Sogn, Mørkhøjgård                     | Seeland | Urdolmen                      | keine                                  | | Großsteingrab Mørkhøjgaard    |
| 020307-11                    | Großsteingrab Dyrehavegaard                                                          | Lyngby-Taarbæk Kommune, Taarbæk Sogn, Dyrehavegård               | Seeland | Urdolmen                      | länglich                               | Grabung 1877 oder 1878 |                               |
| 020307-26                    | Großsteingrab Jægersborg Dyrehave 1                                                  | Lyngby-Taarbæk Kommune, Taarbæk Sogn, Klampenborg Dyrehave       | Seeland | unbekannt                     | rechteckig                             | |                               |
| 020307-61                    | Großsteingrab Jægersborg Dyrehave/Afd.128                                            | Lyngby-Taarbæk Kommune, Taarbæk Sogn, Klampenborg Dyrehave       | Seeland | unbekannt                     | rechteckig                             | Restaurierung 1940 |                               |
| 020307-89                    | Großsteingrab Jægersborg Dyrehave 2                                                  | Lyngby-Taarbæk Kommune, Taarbæk Sogn, Klampenborg Dyrehave       | Seeland | Dolmen                        | rund                                   | |                               |
| 020307-106                   | Großsteingrab Jægersborg Dyrehave 3                                                  | Lyngby-Taarbæk Kommune, Taarbæk Sogn, Klampenborg Dyrehave       | Seeland | Urdolmen                      | rund                                   | Grabung 1935, bei Ebbesen unter 020307-107 geführt |                               |
| 020307-142                   | Großsteingrab Jægersborg Dyrehave/Afd.247                                            | Lyngby-Taarbæk Kommune, Taarbæk Sogn, Jægersborg Dyrehave        | Seeland | unbekannt                     | rechteckig                             | |                               |
| 020307-156                   | Großsteingrab Jægersborg Dyrehave 4                                                  | Lyngby-Taarbæk Kommune, Taarbæk Sogn, Klampenborg Dyrehave       | Seeland | unbekannt                     | rechteckig                             | fehlt in Ebbesens Liste |                               |
| 020310-1                     | Großsteingrab Geel Skov 1                                                            | Rudersdal Kommune, Søllerød Sogn, Gels Skov                      | Seeland | unbekannt                     | rund                                   | Grabkammer zerstört |                               |
| 020310-58                    | Großsteingrab Vedbæk                                                                 | Rudersdal Kommune, Søllerød Sogn, Vedbæk                         | Seeland | Urdolmen                      | rund                                   | Grabung 1893, zerstört vor 1899 |                               |
| 020310-68                    | Großsteingrab Geel Skov 2                                                            | Rudersdal Kommune, Søllerød Sogn, Gels Skov                      | Seeland | unbekannt                     | rund                                   | Grabkammer weitgehend zerstört |                               |
| 020310-183                   | Großsteingrab Geel Skov 3                                                            | Rudersdal Kommune, Søllerød Sogn, Gels Skov                      | Seeland | unbekannt                     | rund                                   | fehlt in Ebbesens Liste |                               |
| 020310-209                   | Großsteingrab Rolighed                                                               | Rudersdal Kommune, Søllerød Sogn, Gels Skov                      | Seeland | unbekannt                     | unbekannt                              | fehlt in Ebbesens Liste |                               |
| 020310-215                   | Großsteingrab Jægersborg Hegn                                                        | Rudersdal Kommune, Søllerød Sogn, Jægersborg Dyrehave            | Seeland | Urdolmen                      | rechteckig                             | Grabung 1863, Hügel vor 1899 zerstört, Kammer nach 1937 zerstört                                                                                              |                               |
| 020310-245                   | Großsteingrab Geel Skov 4                                                            | Rudersdal Kommune, Søllerød Sogn, Gels Skov                      | Seeland | unbekannt                     | rund                                   | fehlt in Ebbesens Liste |                               |
| 020310-407                   | Großsteingrab Holtekollen                                                            | Rudersdal Kommune, Søllerød Sogn, Gels Skov                      | Seeland | unbekannt                     | rechteckig                             | fehlt in Ebbesens Liste |                               |
| 020310,a                     | „Christ-høj“                                                                         | Rudersdal Kommune, Søllerød Sogn, Nærum                          | Seeland | Dolmen, unbekannt             | rechteckig                             | Grabung 1757 |                               |
| 020310,b                     | Großsteingrab Vedbæk/Folehaven                                                       | Rudersdal Kommune, Søllerød Sogn, Vedbæk/Folehaven               | Seeland | unbekannt                     | unbekannt                              | Funde geborgen |                               |
| 020508-5                     | Großsteingrab Reerslev                                                               | Høje-Taastrup Kommune, Reerslev Sogn, Reerslev                   | Seeland | Ganggrab                      | unbekannt                              | zerstört 1860, Funde geborgen |                               |